# J SPORTS STADIUM

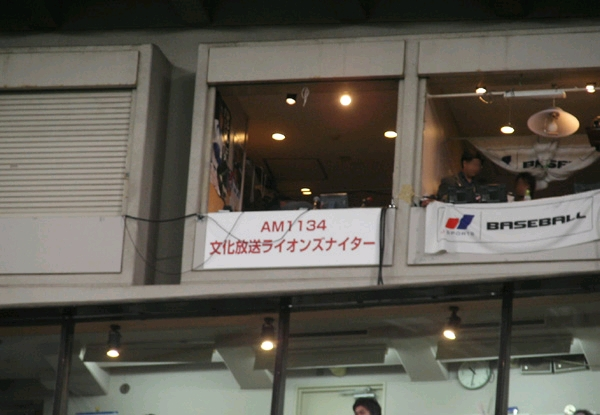
西武ドーム球場のJ SPORTS放送ブース（右端）2007年撮影。その隣が文化放送=ライオンズナイターのブース

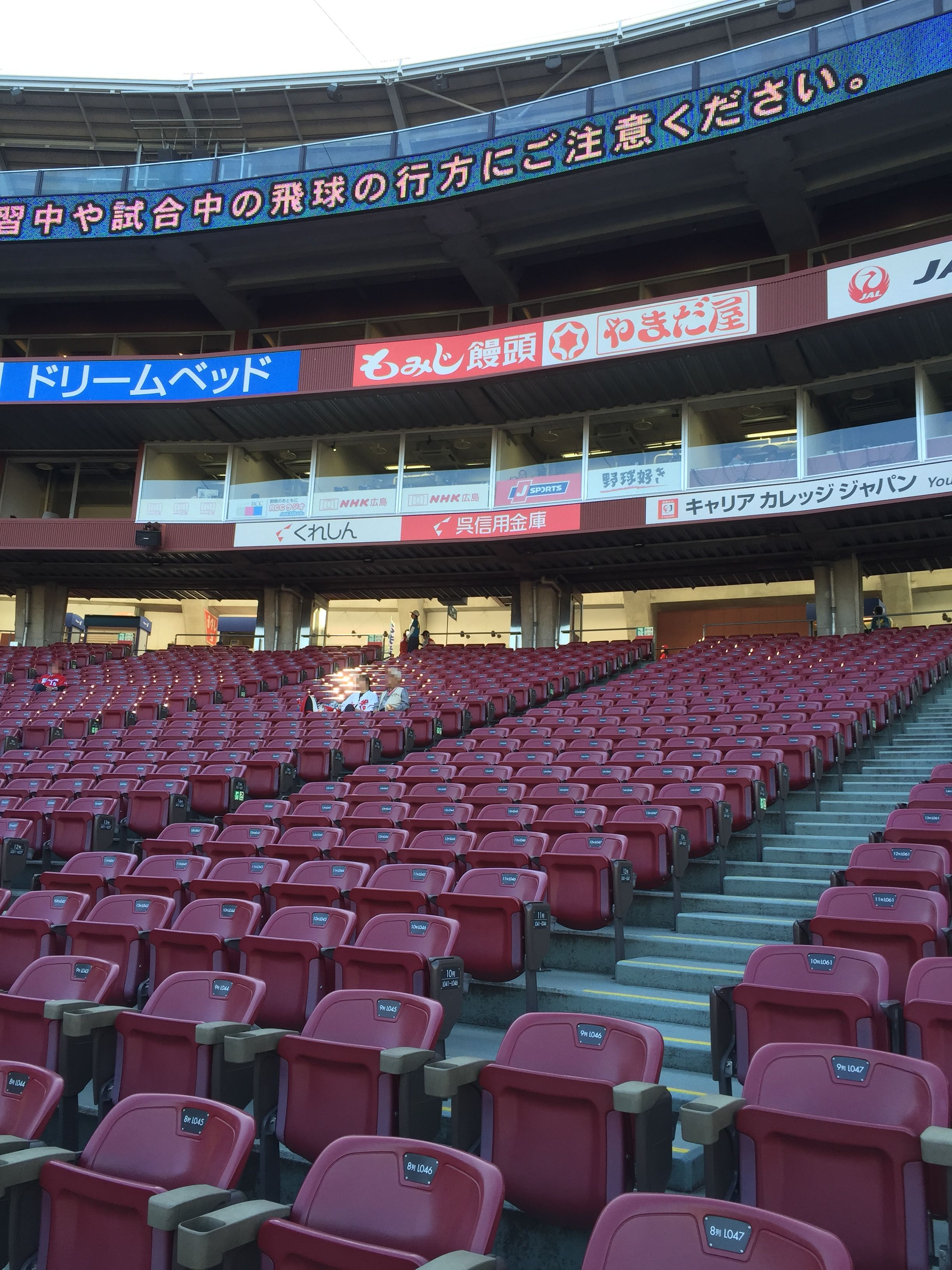
マツダスタジアムのアナウンスブース(2015年撮影)。放送席にチャンネルロゴと番組のサブタイトル「野球好き」のロゴの横断幕を掲示

『J SPORTS STADIUM』（ジェイ・スポーツ・スタジアム）は、J SPORTSが製作・放送しているプロ野球中継のテレビ番組名である。また、全日本大学野球選手権大会などのJ SPORTSが放送するアマチュア野球中継も同タイトルで放送される。

## 概要
サブタイトルは「野球好き」で、中継内のスコア表示にも常に表示されている。また、2011年は東日本大震災があったこともあり、「野球好き」の代わりに「がんばろう日本!」と表示されていた。
2025年現在、中日ドラゴンズと広島東洋カープのセントラル・リーグ2チーム及び東北楽天ゴールデンイーグルスとオリックス・バファローズのパシフィック・リーグ2チームが主催試合を連日放送している。2012年まではパ・リーグのチームを含め最大6-7チームあった。放送開始時刻は中日戦と広島戦は試合開始の5分前から（ただし、J SPORTS制作の広島戦は試合開始の15分前から）、楽天戦とオリックス戦は試合開始の30分前から放送している（詳細は「放送時間」の項目を参照）。
放送終了時刻は試合開始の4時間後としているが、それまでに試合が終わった場合はフィラー番組として過去に放送された『J SPORTS ワイド』の「ミニ特集」や、番組案内、次番組まで極端に時間が空いた場合は、ナイトゲームの場合9時30分や9時45分などの切りのいい時間まで番組案内やCM を流し、その後「健康情報」や「健康グッズ情報」などと称した通販番組などを放送する。逆に、放送終了時刻の時点で試合が続いている場合は特例を除き放送時間を延長して試合終了まで放送し、以降の番組は放送時間を繰り下げ、もしくは放送休止にて対応する（詳細は「放送時間」の項目を参照）。
以前は、放送の対象となる複数の試合が重複し、J SPORTSの所有するどのチャンネルでも生中継できない場合に、同じスポーツ系の専門チャンネルであるGAORAかスカイ・A sports+（現：スカイA）で『アクティブ!ベースボール』として、もしくはBSスカパーやスカチャンにて生中継を行い、J SPORTSでは当日深夜や翌日の昼に録画中継していた。
パ・リーグの該当チームの試合は主催全試合を中継するが、セ・リーグの各球団の対読売ジャイアンツ戦に関しては、地上波で全試合放送されていた頃から、日テレジータスなどの在京キー局系列のCS放送局で生中継（もしくはトップ&リレー中継）されることがほとんどで、対巨人戦の中継本数は非常に少ない。これは、放送権利を獲得した局がBS・CSの放映権も一括して獲得するためである。ただし、テレビ東京はプロ野球中継を行うCSチャンネルを所有していないため、これらの局が放映権を獲得した場合はJ SPORTSがCS放映権を得る場合がある（2011年まではテレビ朝日もテレビ東京の場合と同様だったが、2012年4月に朝日ニュースター（現：テレ朝チャンネル2）がテレビ朝日直営になって以降は朝日ニュースターで放送することになった）。かつてはセ・リーグで優勝が決定した後の消化試合をJ SPORTSでたびたび中継したことがあったが、近年はクライマックスシリーズの導入に伴って消化試合が少なくなったこともあって、J SPORTSが放送することは少ない。クライマックスシリーズについても、J SPORTSが中継を担当する球団が進出した場合の主管試合をペナントレースの放送方式に準じた形で放送する（セ・リーグで中日・広島が進出かつ相手が対巨人戦となり、在京キー局のネットワークで中継される際はフジテレビONE+TWO+NEXT・TBSチャンネル1・テレ朝チャンネル2〈広島戦のみ〉・日テレジータス〈広島戦のみ〉で放送する）。
日本選手権シリーズは2009年まで放送実績がなかったが、2010年の日本シリーズ（中日対ロッテ）のうち、地上波全国放送が行われなかった第1・2・5戦を生中継。J SPORTSで日本シリーズを中継したのは2025年時点でこの事例が唯一である。なお、2009年以前から同大会の敢闘選手および優秀選手に対して賞金を贈呈している。
2005年度から2008年度までは、東京ドームで開催されるアジアシリーズを全試合中継していた（主にJ sports Plusで放送）。2009年度と2010年度は日韓クラブチャンピオンシップの生中継を行った。また、2009年からファーム日本選手権の生中継を行なっている。
J sports Plusがハイビジョン放送を開始した2007年7月から、西武戦がハイビジョン制作となる。その後、J sports ESPNのハイビジョン放送開始に伴い、2009年6月からソフトバンク戦がハイビジョン制作に移行。J sports 1・2のハイビジョン放送開始に伴い、2010年度から他球団も一部地方球場での試合を除きハイビジョン制作となった。なお、2010年までは標準画質チャンネルでは原則4:3サイドカットであるが、広島戦(2010年以降)、中日戦（2010年7月以後）は16:9レターボックスで放送している。その他のカードも2011年より16:9レターボックスで放送している。
再放送について
再放送での録画中継は、試合当日から翌日の間に1回もしくは複数回実施する（ただし、再放送が行われないこともある。詳細は「放送時間」の項目を参照。）。
試合中止時の対応について
天候不良や台風等で中継予定の試合が中止になった場合は、代替番組としてメジャーリーグ（当日中継された試合の再放送や過去に日本人選手が活躍した試合など）やJ SPORTSが制作しているプロ野球以外のスポーツ中継・スポーツ番組を放送する。以前は前回中継された試合を再放送したこともあったが、現在は行っていない。中継開始後に試合が中止となった場合は、放送時間を短縮して番組を進行し、放送終了後は同様の対応を取る。
特別番組の放送について
中日、広島、楽天、オリックスがリーグ優勝・日本一を達成した場合、特別番組として祝勝会・優勝会見を生中継する（当日J SPORTSの試合中継がなかった場合も実施）。
2016年には広島の優勝パレードが生中継された。
年末には当シーズンを振り返る「シーズンレビュー」が30分もしくは1時間枠で放送される他、J SPORTSが中継した試合の中から、特に印象深かった試合を視聴者が投票し、上位に選出された試合を「ベストゲーム」として放送する。あとは中日、広島、楽天、オリックスの主力選手が当シーズン限りで引退した場合に、「引退特集」として過去に活躍した試合をピックアップして放送する。
キャンプ中継について
中日、広島、楽天、オリックスの春季・秋季キャンプ中継もJ SPORTS STADIUMとして実施している（タイトルは「野球好き◯◯［注1］キャンプin◯◯［注2］」）。通常の放送時間は11:00～14:00の3時間で、再放送（3時間枠）も設けられているが、当日の内容によって放送時間が変更になったり、短縮もしくは延長されることがある（生中継が延長された場合、再放送では放送時間枠内に短縮編集される）。紅白戦や練習試合が行われる場合はキャンプ中継枠にて放送時間を延長して対応するが、試合の途中で放送が打ち切られるケースもある（最後まで放送されなかった場合は、翌日の中継でダイジェストが流される）。中継スタッフと解説者、実況アナウンサーはJ SPORTS独自中継のメンバーが担当している。
※ 注1：球団名、注2：キャンプ地が入る。

## 放送史
ここではJ SPORTS、ならびにその源流となる、旧SKY sportsと旧J-SPORTSについて触れる。旧スポーツ・アイ ESPNについてはドラマティックプロ野球・パ!を参照のこと。
- 1997年、SKY sports開局。本格的には1998年から「スカイスタジアム」と題して、セ・リーグのヤクルト、横浜、パ・リーグの西武、ロッテ、日本ハム、オリックスの各主催試合の放送を開始。うち、ロッテ戦はスポーツ・アイESPN、日本ハム戦はGAORAと放送本数を調整して中継。
- 1998年、J-SPORTS開局。開局当初から中日主催試合を放送開始（当時の題名「J SPORTS BASEBALL」）。
- 1999年、スカイスタジアムで広島主催試合の放送開始。
- 2000年、J-SPORTS閉局。SKY sportsと経営統合、J SKY SPORTSにチャンネル名を変更したため、「J SKY STADIUM」として一新。日本ハム戦が打ち切られる（GAORAに完全統合）代わりに中日戦の放送を開始。
- 2002年、ロッテ戦の中継一旦打ち切り（パーフェクト・チョイスに移行）
- 2003年、チャンネル名がJ SKY SPORTSからJ SPORTSに変更。翌2004年よりタイトル名を「J SPORTS STADIUM」に変更。
- 2005年、スカパー!110（現スカパー!e2）の委託放送事業者であるアクティブ・スポーツ・ブロードキャスティングに番組を供給している4社により、本来担当すべきチャンネルで放送できないチームの試合を別の放送局で相互補完生放送するアクティブ!ベースボールを開始。ロッテ戦放送再開（パーフェクト・チョイスでの放送打ち切り）。ヤクルト戦の放送打ち切り（フジテレビ739（現（フジテレビONE）へ移行）。この頃から交流戦増加や地上波での巨人戦中継の減少などから、巨人がビジターとなる試合の放送が増える（交流戦・パ・リーグ側主管の試合、およびテレビ愛知・NHK名古屋放送局製作の中日対巨人戦、広島ホームテレビ／テレビ朝日・NHK広島放送局制作の広島対巨人戦の一部。後に広島対巨人戦は広島県の地上波民放局での中継がない試合も放送）
- 2006年、スポーツ・アイESPNとの経営統合により、同チャンネルで放送していたソフトバンク主管試合の中継も加えることになった（なお、統合前の2005年からJ SPORTSが製作の主導を担当するようになる）。
- 2008年、横浜主催試合の放送打ち切り（TBSニュースバードへ移行）
- 2012年、楽天主催試合の放送を開始。西武戦とソフトバンク戦の放送打ち切り（西武戦は朝日ニュースターへ、ソフトバンク戦は日テレプラスへ移行）
- 2013年、楽天・ロッテ・オリックス主催試合の放送打ち切り（楽天戦は日テレプラスへ、ロッテ・オリックス戦はFOX SPORTS ジャパンへ移行）これによりこの番組で放送される球団はセ・リーグの2球団のみとなった[4]。
※なお、後述の表にも掲載したが、2013年度からFOX SPORTSジャパンに製作が移行したオリックス・ロッテ戦については、FOXムービープレミアムで放送される予定の一部試合が契約の関係でスカパー・スカパープレミアムサービスでは放送できないため、J SPORTSにて代替放送される試合がある（この場合は「FOX SPORTS プロ野球」の題名を使用する[5]。ケーブルテレビは別編成）。
- 2015年、楽天・オリックス主催試合の放送を再開[6]。さらに、春季キャンプの生中継を開始。
- 2019年、J SPORTSオンデマンドにて広島主催全試合（対巨人戦も）の配信を開始。しかし、著作権上の問題のため広島エリアでは視聴できない。
- 2022年、同上の件が広島県内を含め日本全国から視聴可能に。

### 番組名の変遷
SKY sports
- 1998 - 1999年 『スカイスタジアム』

J-SPORTS
- 1998 - 1999年 『J-SPORTS BASEBALL』

J SKY SPORTS→J SPORTS
- 2000 - 2003年 『J SKY STADIUM』
- 2004年 『J SPORTS STADIUM 2004』
- 2005年 『J SPORTS STADIUM 野球好き』
- 2006年 - 『J SPORTS STADIUM （西暦） 野球好き』

スポーツ・アイ ESPN（現J sports3）
- 1990年代『Power Baseball』
- 2005年まで『ドラマティック プロ野球・パ!』（2001年まではロッテ戦も放送）
- 2006年開幕から 『J SPORTS STADIUM 2006 野球好き』を使用。

年に数試合（主に広島東洋カープの主管試合で、J SPORTS独占放送となる試合）、冠協賛スポンサーをつけて放送する試合がある。その場合は「（協賛社名）Presents J SPORTS STADIUM」となり、クレジット上は「1社提供番組」となるが、実際はスポットスポンサー、番組宣伝があるためCMがそのスポンサーで統一されているというわけではない。これらの試合では冠協賛社から視聴者プレゼントが行われる。
- 2010年7月17日 広島対中日戦 ジョージアコーヒー
- 2011年6月28日・6月29日 広島対阪神戦 ZAQ
- 2019年5月19日 中日対巨人戦 バンテリン
- 2019年6月9日 広島対ソフトバンク戦 リポビタンD試合後にリポビタンDの球団ボトルの宣伝をしていた

なお、サブタイトルの「野球好き」の由来はオリックス・ロッテ戦の実況を担当し、オリックス戦中継のプロデューサーでもあった大前一樹によると、番組プロデューサーの三木慎太郎（現：J SPORTSエグゼクティブプロデューサー）の発言「それにしても、毎日毎日野球を観てる僕らはほんま”野球好き”やな。そや!番組タイトルも“野球好き”にしたろ!」 からきているとのこと。

## 放送時間
- 生中継開始時間（生中継を行うチャンネル）
  - 中日主催試合（J SPORTS 2）：原則として試合開始5分前（J SPORTS独占中継の場合も同様）。
  - 広島主催試合（J SPORTS 1）：原則として試合開始5分前。ただし、J SPORTS独占中継の場合は15分前。
  - 楽天主催試合（J SPORTS 1～4）、オリックス主催試合（J SPORTS 3）：原則として試合開始30分前。
  - いずれも一部試合を除いて、放送時間は上記の開始時間から試合開始4時間後が基本として編成されていて(18時なら22時迄、デーゲームの14時や15時なら18時及び19時迄)、4時間の枠を超えると、メンテナンスや他のスポーツ中継などの都合で打ち切られない限り、試合終了まで放送枠も延長される。放送時間延長時には、画面中央上に"引き続き放送します"という表示が出る。なお、EPGでは放送延長が反映されない（番組情報は野球中継の次に放送される予定だった別番組の情報が表示される）ため、生放送を録画視聴する場合には注意が必要である。
- 再放送での録画中継は、試合当日から翌日の間に1回もしくは複数回実施する（ただし、再放送が行われないこともある）。再放送では番組編成の都合上、生中継の時とは異なるチャンネルで放送されるケースがある。再放送については原則として3時間30分の放送枠（以前は4時間だったが短縮された）内にまとめるため、プレゲーム番組の箇所を削除し、試合部分のみを放送する。試合時間が3時間30分以内で終わった場合はノーカットであるが、それを超えた場合は試合部分やラッキー7[8]、球団・番組からの告知事項などを一部編集・削除したうえで3時間30分に収まるように放送される。
- なお、広島主催試合で地上波在広局が担当する中継番組では、地上波中継が終了する間際に実況アナウンサーが放送時間終了を告知する際に、画面中央上に"J SPORTS STADIUMでは、試合終了まで放送します"という表示が出る。
- シーズンイン期間中は、オリックス主管試合の試合開始30分前〜15分前の15分間に「○○直前レポート」と題して、その試合を担当する解説者とアナウンサーの進行によるプレゲーム番組を放送する（「直前レポート」の開始前に試合中止が決まった場合は、「直前レポート」も休止するが、「直前レポート」開始時点で試合の開催が予定され、その後試合が中止になった場合でも「直前レポート」は放送する[9]）。楽天戦も2015年は上記のやり方で放送していたが、2016年度は試合開始30分前から本編に入るやり方となった。
  - オリックス・楽天主管試合開始前のプレゲームコーナーでは、解説者による前日の試合の振り返り・当日の試合の見所、当日の試合前の選手の表情を当日のベンチレポーターが紹介するほか、球団の若手運営スタッフやチアダンスチームの面々が日替わりで当日、あるいは直近に行われるイベントの紹介などを行う。

## 制作局・企業
過去にJ SPORTSの前身・SKY sportsにフジテレビが出資していた（2009年、J SPORTSからフジテレビは資本撤退）ことの名残から、フジテレビ系列局、またはその関連団体が製作にかかわっている場合が多かったが、パ・リーグを中心に球団が制作に関与することが増えたため、その割合が減ってきている。
以下のJ SPORTSアナウンサーおよびJ SPORTS解説者とは、J SPORTSと出演契約を結ぶフリーアナウンサーおよび解説者を指す。

### 現在放送している球団
| 球団名                       | 制作会社                                     | 実況アナウンサー                            | 解説者 | リポーター | 放送体制                                                            | 製作クレジット                                                              | 備考 |
| ---------------------------- | -------------------------------------------- | ------------------------------------------- | --- | --- | ------------------------------------------------------------------- | --------------------------------------------------------------------------- | --- |
| 中日ドラゴンズ               | 東海テレビ（THK）                            | 東海テレビアナウンサー                      | 東海テレビ解説者（東海ラジオ解説者が出演する場合あり） | 下嶋兄 | 現地放送席                                                          | 東海テレビ放送                                                              | 地上波とは別制作 |
| 中日ドラゴンズ               | CBCテレビ（CBC）                             | CBCテレビアナウンサー                       | CBCテレビ解説者 | なし | 現地放送席                                                          | CBCテレビ                                                                   | 地上波とは別制作 |
| 中日ドラゴンズ               | テレビ愛知（TVA）                            | J SPORTSアナウンサー                        | J SPORTS解説者 | なし | J SPORTSスタジオ                                                    | 中日ドラゴンズ（J SPORTS）                                                  | 2006年までは地上波同時放送、2007年から2011年までは映像提供のみ行っていた。 2014年からテレビ愛知が放送する一部試合で「製作協力・東海テレビ放送、または製作協力・CBCテレビ」とクレジットされる試合が存在する。 |
| 中日ドラゴンズ               | NHK名古屋放送局                              | J SPORTSアナウンサー                        | J SPORTS解説者 | なし | J SPORTSスタジオ                                                    | 中日ドラゴンズ（J SPORTS）                                                  | 総合テレビで放送 またはNHK BSで放送する場合のみ映像提供を行う。 |
| 中日ドラゴンズ               | 中日ドラゴンズ（ドラゴンズライブTV）         | J SPORTSアナウンサー                        | J SPORTS解説者 | なし | J SPORTSスタジオ                                                    | 中日ドラゴンズ（J SPORTS）                                                  | 2011年のごく一部試合で在名局（BS含む）の中継がない試合に球団制作映像 で放送したものがある。内容は同じ。 |
| 広島東洋カープ               | 中国放送（RCC）                              | 中国放送アナウンサー                        | 中国放送解説者 ※TBS系列局解説者出演の場合あり | 中国放送アナウンサー ※TBS系列局アナウンサー出演の場合あり | 現地放送席                                                          | RCC J SPORTS                                                                | 基本的に地上波同時放送または先行放送だが、新井貴浩出演時はJ SPORTSのアナウンサーと解説者を起用して別制作 地上波放送がないものの放映権を持つ試合は、実況にJ SPORTSアナウンサーを起用してJ SPORTS方式で放送する場合がある。 |
| 広島東洋カープ               | 広島テレビ（HTV）                            | 広島テレビアナウンサー                      | 広島テレビ解説者 ※日本テレビ系列局解説者出演の場合あり | 広島テレビアナウンサー ※日本テレビ系列局アナウンサー出演の場合あり | 現地放送席                                                          | 広島テレビ                                                                  | 基本的に地上波同時放送、先行放送だが、新井貴浩の出演時はJ SPORTSのアナウンサーと解説者を起用して別制作 |
| 広島東洋カープ               | 広島ホームテレビ（HOME）                     | 広島ホームテレビアナウンサー                | 広島ホームテレビ解説者 （テレビ朝日と契約の前田智徳を含む） ※フリーの本数契約解説者出演の場合あり                                                                                             | 広島ホームテレビアナウンサー ※以前はテレビ朝日系列局アナウンサー出演もあったが、 広島応援中継に特化した2009年以降は出演なし | 現地放送席                                                          | 広島ホームテレビ                                                            | 地上波同時放送または先行放送 |
| 広島東洋カープ               | テレビ新広島（tss）                          | テレビ新広島アナウンサー                    | テレビ新広島解説者（山内泰幸） ※専属解説者が不在の年度は、フジテレビ系列各局解説者・広島OBの本数契約解説者が担当（以上地上波放送時） テレビ新広島解説者 J SPORTS解説者 （J SPORTS単独放送時） | テレビ新広島アナウンサー ※フジテレビ系列局アナウンサー出演の場合あり | 現地放送席                                                          | テレビ新広島 J SPORTS                                                       | 地上波同時放送または先行放送 地上波放送がないものの放映権を持つ試合は、実況にJ SPORTSアナウンサーを起用してJ SPORTS方式で放送する場合がある |
| 広島東洋カープ               | NHK広島放送局                                | J SPORTSアナウンサー                        | J SPORTS解説者 | なし | J SPORTSスタジオ                                                    | NHK J SPORTS                                                                | 総合テレビ またはNHK BSで放送する場合のみ映像提供を行う。 |
| 広島東洋カープ               | TSSプロダクション ビジター地上波中継を行う局 | J SPORTSアナウンサー                        | J SPORTS解説者 | J SPORTSアナウンサー ※東京からのオフチューブ時はリポーター配置がない。この場合ヒーローインタビューは原則としてNHK広島放送局・中国放送・広島テレビ・広島ホームテレビ・テレビ新広島のアナウンサーが分担して担当するが、ビジター側が乗り込み、勝利した場合はビジター地上波局のアナウンサーが担当する場合あり | J SPORTSスタジオ 現地放送席                                         | J SPORTS 広島東洋カープ サンテレビジョン（制作協力）                        | 地上波在広局もしくはNHK BS1で放送ない場合に映像提供のみ行う サンテレビが担当する時のみ制作協力クレジットあり |
| 広島東洋カープ               | クライマックスシリーズ中継                   | J SPORTSアナウンサー                        | J SPORTS解説者 | なし | J SPORTSスタジオ （独自実況時） 現地放送席 （制作局からのネット時） | J SPORTS 地上波制作局（中国放送・広島テレビ・広島ホームテレビ・フジテレビ） | クライマックスシリーズ中継時は、全試合東京からのオフチューブとするか、現地局制作のそのまま実況を放送するかが年度により異なる（いずれの場合もスコア表示は差し替え）。 |
| 東北楽天ゴールデンイーグルス | Express                                      | J SPORTSアナウンサー                        | J SPORTS解説者 | 球団オフィシャルレポーター | 現地放送席                                                          | 楽天野球団 J SPORTS                                                         | 2011年度までのスカイAから中継を引き継いだが、2013年と2014年は日テレプラスに一旦引き継いで、2015年から再開、2012・2015年は、制作協力：TCP 制作：クロステレビビジョン。 |
| オリックス・バファローズ     | 関西テレビ（KTV）                            | J SPORTSアナウンサー 関西テレビアナウンサー | J SPORTS解説者 | J SPORTSアナウンサー 関西テレビアナウンサー | 現地放送席                                                          | オリックス・バファローズ J SPORTS                                           | 一部試合で関西テレビがアナウンサーを派遣（2015年までは朝日放送テレビ、2012年まではテレビ大阪もアナウンサーを派遣していた）。制作協力などで局名はクレジットされないが、アナウンサー名の後に局名をクレジットする。 2011年まではメディアプルポも制作協力。 かつて行われていた東京ドームでの主管試合には東京ケーブルネットワークも制作協力。 2013年よりFOXスポーツジャパンに中継を一旦引き継ぐ が、2015年再開。 ただしJ SPORTSが制作に関わった期間は、J SPORTSは製作協力扱いとされ、製作著作はオリックス球団が単独でクレジットされている。 2021年まではExpressが技術協力をしていたが、2022年からは関西テレビが技術協力の元請を担当（Expressなどの技術会社が引き続き下請を担当しているかは不明）。 |

#### 中日戦
- 中日新聞社と資本関係を持たないメ〜テレ・中京テレビを除く以下の在名局が地上波放映権を持つ試合を担当する。
  - 東海テレビ [27]
  - CBCテレビ
  - テレビ愛知（2006年までは一部試合で地上波同時放送）
  - 2007年からは、NHKもJ SPORTSに「映像協力」として製作に協力している（総合テレビでの全国放送・NHK名古屋放送局でのローカル放送分を問わず）がクレジットは表記されない。
  - スターキャット・ケーブルネットワーク（後述。2軍戦）
- 2010年の日本シリーズ中継ではJ SPORTSのスタッフがナゴヤドームのJ SPORTS用放送席[28] から中継した。それぞれローカル中継を担当した局[29] との共同制作となっていた。
- 2011年からは、中日主催試合の一部をひかりTVおよびUstreamによるインターネットストリーミングでの生中継を行っているが、これらは名古屋東通の協力による球団制作映像を使用し[30]、制作著作のクレジットは球団のみであるが、スコア表示や実況・解説はテレビ愛知もしくはNHK映像協力での制作の場合と同じく、J SPORTS制作で行われる。2011年はJ SPORTS自体で放送されるものは通常通り、放映権を持つ局に応じて放送され、J SPORTS向けがJ SPORTS制作の場合のみ、同時放送となっていたが、2012年よりテレビ愛知担当日および地上波中継がない試合が対象となっているため、同時放送となる場合と新たに本年度よりひかりTV・ネット配信向けに別スタッフで行う場合のパターンがある[31]。
- 2012年より地上波でテレビ愛知放送日におけるJ SPORTS放送分の制作著作は球団とJ SPORTSの連名になった（2011年まではテレビ愛知とJ SPORTSの連名だった）。また、2014年からはCBCテレビもしくは東海テレビプロダクションが技術協力する場合もある。
- 2014年からは一部2軍戦の試合を放送開始した。2軍戦については名古屋市周辺をサービスエリアとするスターキャット・ケーブルネットワークで流れる「燃えドラ!スタジアム」の内容を放送する。これまでスカイAで阪神戦に限り一部実施していたが、J SPORTSでは阪神戦を含むウェスタンリーグ、およびイースタンリーグとの2軍交流戦の一部を放送する（技術協力：東海テレビプロダクション。スターキャットのほか、東海デジタルネットワークセンターの加盟局〈スターキャットは非加盟〉に向けても同じ内容が放送されている）2015年は二軍戦中継は継続するが、スターキャットからのネットは行われなくなり、東海テレビプロダクションの協力による球団とJ SPORTSの共同制作となる。
- 2016年 - 2017年のスポナビライブ、2018年以降のDAZNでの中日戦の配信についても、本番組向けの映像をベースに制作を行なっており、制作著作の担当会社も当日の本番組と同じである（実況・解説及びスコア表示はDAZN側が担当）。

#### 広島戦
- 中国放送
- 広島テレビ
- 広島ホームテレビ
- テレビ新広島
- TSSプロダクション（テレビ新広島の子会社でJ SPORTS自社制作の場合の制作協力を担当するほか、スコア表示を担当する場合がある）
- RCCフロンティア（中国放送の子会社で、DAZN向けに制作しているJリーグ中継との日程重複などでTSSプロダクションが担当できない場合に、テレビ新広島制作分およびJ SPROTS自社制作分の技術協力をTSSプロダクションからの下請け扱いで担当する場合がある）
- テイクシステムズ（2011年より関与。スコア表示も担当する場合がある）
  - 全局とも原則として地上波同時放送もしくは録画中継の試合を先行して生放送としている。これらの局で中継がない場合は、2009年頃まではJ SPORTSの自社製作としてTSSプロダクション制作協力での中継か中国放送が中継を実制作することが多かった。2010年以降はJ SPORTSの自社制作(TSSプロダクション制作協力)の場合は東京からのオフチューブが多いが、一部試合では現地放送席から中継する。
  - 対巨人戦については、一部を除き在京キー局系のCSチャンネルで放送する。ただし、2019年より開始されたJ SPORTSオンデマンドでの巨人戦の配信については、対巨人戦以外と同様、広島県内の地上波との同時放送を行う。
  - 地上波広島県での放送がない場合、TSSプロダクションの代わりにビジター中継を行う局が映像協力する場合（例：2010年6月22日・6月23日のどらやきドラマチックパーク米子球場での対阪神戦（22日テレビ大阪、23日サンテレビ）、2010年7月17日のマツダスタジアムでの対中日戦（テレビ愛知）など）もある。このうちサンテレビは同局の中継で特徴的な犠牲フライ時のワイプもそのまま表示され、「制作協力・サンテレビジョン」のクレジットも表示される。また、中日戦と同様にNHK広島放送局が制作協力することがある。
  - クライマックスシリーズ中継は、全試合地上波と別実況で放送するが、映像は地上波中継局と共有していた（ハイライトや画面転換時に地上波と同一の映像を使用）。対横浜DeNAベイスターズ戦時はテレビ神奈川にも映像提供を行う[32] ため、都合3局が同一の映像を用いて中継したことになる。制作クレジットはJ SPORTSと地上波中継局（テレビ新広島が放映権を持つ試合はフジテレビ主導制作かつ全国放送となり、テレビ新広島・TSSプロダクションも制作協力しているがノンクレジット扱い）と共同制作著作扱いとなったが、広島ホームテレビは先述の通りクレジットを省略することがあり、該当試合のみJ SPORTSの単独クレジットとなった。
  - 2009年以降、年度によっては対巨人戦1試合の放送権をスカパー!が獲得しており、スカチャンやBSスカパー!でのスカパー!契約者無料放送となっている。tssプロダクションとスカパー・ブロードキャスティング制作協力、J SPORTSとスカパー!共同制作著作で、広島テレビ解説者（野村・山本・2017年以前の池谷は日本テレビ解説者も兼任）と小川光明アナウンサーの実況で放送されている。スコア表示はJ SPORTS STADIUMのデザインを若干アレンジ（ベース色をスカパー!の青色に、野球好きのロゴをスカパー!ロゴに変更など）して使用。2015年からはスカパー!4K 総合での4K生中継も開始された。大半のケーブルテレビでは該当チャンネルが配信されていないため視聴することができない。このためJ SPORTSでは東京からのオフチューブでスコア表示・実況・解説を差し換えて録画中継で放送している。
    - 2017年のスカパーでの中継は、スカチャンでの無料配信を行わず（4K総合での中継は継続）J SPORTS1との並行中継となった。このため、ケーブルテレビ契約者への生中継が行えるようになった。

  - マツダスタジアムに移転した2009年以降のオープン戦（主に最終戦の対ソフトバンク戦）では、毎年中国放送主催の『カープフェスティバル・鯉祭り』が行われている。当日は同局での中継がイベントと連動しているため、権利の都合上J SPORTSでは生中継が出来ない。スコア表示、実況・解説と一部映像を差し替えた録画中継で対応している。
    - 2016年3月21日の対ソフトバンク戦は録画中継も行われず、テレビ・ラジオ含めて中国放送の独占中継であった。一方、2017年3月26日の同カードでは小島瑠璃子（S☆1）が出演したが同時中継並びに録画中継が行われた。
    - オープン戦については、上記の対ソフトバンク戦以外にもスケジュールや権利の都合上中継されない試合がある（マツダスタジアムでの主催試合、地方球場での主催試合ともに該当）。

  - 2010年7月18日の対中日戦は「ジョージア魂」賞のスポンサーでもあるジョージアが冠スポンサーになり、「GEORGIA BASEBALL PARK PRESENTS J SPORTS STADIUM」として放送された。J SPORTS制作方式だったが、中国放送が制作協力し、映像、放送席、解説者、リポーターは中国放送が用意し、J SPORTSがスコア表示と実況アナを用意してマツダスタジアムの放送席から放送した（解説:佐々岡真司 実況:島村俊治 リポーター:坂上俊次）。
  - 2011年6月28日、29日の対阪神戦(28日:富山アルペンスタジアム、29日:福井県営球場)では、ZAQが冠スポンサーとなり、「ZAQ presents J SPORTS STADIUM」として放送された。これまでの地方遠征の広島対阪神戦で、広島県地上波で放送がない場合は、ビジター中継をする地上波局[33] の映像にJ SPORTSのスタジオで実況をつけるオフチューブでの放送だったが、冠スポンサーつきであったため、現地放送席からJ SPORTS方式で放送した(解説:大塚光二 実況:島村俊治)。ちなみに放送席にはZAQのポスターおよびマスコットキャラクターの「ざっくぅ」のぬいぐるみが置かれていた。
  - 2012年7月16日の対中日戦は協和発酵バイオが冠スポンサーとなり、「協和発酵バイオ presents J SPORTS STADIUM」として、TSSプロダクション/テイクシステムズ制作協力、J SPORTS制作で放送された。また、翌日も広島県地上波がなかったが、ビジター中継するテレビ愛知の協力は受けず、前日同様TSSプロダクション/テイクシステムズ制作協力、J SPORTS制作で放送した。
  - 2015年8月21日の対巨人戦はJ:COMが放送権を獲得した。解説を江夏豊（テレビ大阪解説者）と元木大介、実況を島村俊治が担当し、J:COMが視聴できる環境ではサービスへの加入・未加入を問わず誰でも無料で視聴できる「J:COMテレビ」で生中継した。また、J:COMのサービスエリア外である広島県ではちゅピcomふれあい・ひろしま・おのみちの3局でも生中継した。当然ながら、他のケーブルテレビ局のサービスが提供されている世帯など、J:COMエリア外ではこの中継を視聴することができない。J SPORTSでは音声差し替えなしの当日録画で対応した。制作体制はJ:COMとJ SPORTSとの共同制作名義となっていた（制作協力:TSSプロダクション、技術協力:テイクシステムズ）。スコア表示はJ SPORTS仕様を使用したが、画面切り替え時及びランニングスコアがJ:COMではざっくぅの入った特別仕様、J SPORTSでは前者はなし、後者はJ SPORTS標準仕様だった。テーマソングもJ:COMでは無音だったがJ SPORTSでは通常通り「スターター」と微妙に異なった。
  - 2016年8月20日の対ヤクルト戦は上記「ちゅぴcom」3局のコミュニティチャンネルがJ SPORTSと同時中継を行った。
  - 2015年8月25日にテレビ新広島で放送する対阪神戦は、プロサッカー選手（当時）の佐藤寿人がゲスト出演する予定だったが雨天中止となった。代替試合での佐藤の出演は無く、試合が予定通り決行された場合に佐藤がJ SPORTS向け中継に出演していたかどうかも不明。
  - 広島テレビ制作分では2015年以降は甲子園球場の阪神対巨人戦の地上波全国中継差し替え時は平日ナイターに限り、全国中継が雨天中止の場合に地上波放送を実施せず雨傘番組に振り替えるため、この場合は広島テレビからJ SPORTSへの裏送りとなる（2016年は7月19日の対中日戦が該当）[34]。
  - 広島ホームテレビ制作分ではゴールデンタイムで予定していた中継が編成の都合で取りやめとなった場合（優勝決定で消化試合となり、差し替え予定だった通常番組に変更し、深夜の録画放送も編成できない場合）は、映像制作（クロステレビビジョンが協力）とヒーローインタビュー担当アナウンサーの派遣のみ通常通り行い、実況はJ SPORTSが手配した要員が行う形になる。
  - 2015年6月6日の交流戦の対楽天戦は地上波は広島テレビとビジター地元局のミヤギテレビが放送したが、地上波向け放送にはゲスト解説として本数契約で星野仙一が出演した。他のゲスト解説や系列応援の事例と異なり、J SPORTSでは星野の出演はなく、同一局での別出演者を立てての放送となった（解説:池谷公二郎、野村謙二郎 実況:森拓磨〈広島テレビ〉、地上波は解説:山本浩二、星野 実況:長野正実〈広島テレビ〉）。広島主催試合にて地上波中継担当局が別立てで出演者を用意した唯一の事例である。
  - 2019年から新井貴浩が在広局の中継に出演する際は新井が「TBS系列専属」という契約を結んでいる都合から、中国放送制作でもJ SPORTSでは出演者を自社で差し替えて中継している[35][36]。また、黒田博樹が出演する場合、広島テレビ制作分はそのまま本番組に配信されたが、中国放送への出演時は新井の出演時と同様出演者差し替えとなる（2021年6月5日の対楽天戦が該当）[37]。
    - 最初の実例となった2019年4月24日の対中日戦は中国放送制作（解説：安仁屋宗八・新井貴浩、実況：一柳信行、リポーター：伊東平）だったが、J SPORTSでは別途自社で実況を差し替えて放送した（解説：笘篠賢治、実況：熊谷龍一）。これ以降も同局制作中継に新井が出演した際にはJ SPORTSで実況を差し替えている。
    - 2019年9月8日の対阪神戦は広島テレビ制作（解説：野村謙二郎、ゲスト解説：新井貴浩、実況：森拓磨、リポーター：澤村優輝）だが、中国放送と同様J SPORTSは実況を差し替えた（解説：金石昭人、実況：深澤慶）。この日の中継は広島テレビではマリモの冠スポンサー番組として放送された他（カウントやランニングスコアも企業名入りとなっていたが、J SPORTSでは差し替え）、同社の協賛によるeスポーツ大会やパブリックビューイングとも連動していた（マリモpresents 広テレ e-sports パワプロ大会 & パブリックビューイング）。

  - 2022年6月21日の対阪神戦はテレビ新広島制作（解説：山内泰幸、実況：野川諭生、リポーター：深井瞬）だが、通常ローカル番組として放送している『西村キャンプ場』のフジテレビ系全国ネット版特別番組が26日に放送されることから、その宣伝を兼ねたゲストとして、西村瑞樹（バイきんぐ）が出演する関係上、J SPORTSでの別制作（解説：金石昭人、実況：深澤慶）を行った。翌22日の中国放送制作分に新井が出演することと（毎日放送も別制作を実施）、23日にNHK BS1が放送することも重なり、結果的に3連戦すべてがJ SPORTSによる実況という珍しい形態となった。その一方、2022年9月4日の広島テレビ制作の対DeNA戦（解説：山本浩二・石原慶幸、実況：森拓磨、リポーター：小野宏樹）も、同年9月10日に放送される自社制作全国ネット特別番組『広島テレビ開局60年記念 有吉はなび 大きなお花を咲かせましょう』の宣伝を兼ね、有吉弘行が始球式を兼ねてゲスト出演したが、こちらは実況を差し替えずにそのまま配信された（出演者テロップはJ SPORTSでも有吉を含めて表示。スコアテロップの差し替えとプレゼント企画のテロップ・告知音声の消去は実施。またゲストとのトークの一部は地上波のみとし、J SPORTSではCMに差し替え）。

#### 楽天・オリックス戦
- パ・リーグ試合映像は全て球団が著作権を保有し、制作著作はオリックスを除いて球団とJ SPORTSの連名となっている。（オリックス主管試合はJ SPORTSは制作委託の関西テレビとともに製作協力扱いで、制作・著作はオリックス・バファローズ球団単独でのクレジットとなっている）
- また、全6チームの試合をYahoo!動画→Yahoo!スポーツ→パ・リーグライブTV→パ・リーグTVで配信しているが、その内西武・オリックス・ソフトバンクの内容は2010年までは当番組と同じものである（ロッテ戦は、TwellV プロ野球中継のものを使用）。
  - 2011年より、映像と音声は当番組と同一であるが、スコア表示はそれぞれの球団公式映像となっている（2012年よりの楽天戦の中継も同様。2013年と2014年のオリックス主管試合は、FOX SPORTS ジャパン仕様〈同時期に放送権を移したソフトバンク、ロッテ戦も同じもの〉を採用した）。そのため番組内容は同一でありながら制作著作は球団のみになりJ SPORTSはクレジットされない。楽天・オリックス戦中継はJ SPORTS解説者・アナウンサーと便宜上は表記されるが厳密には球団制作中継解説者・実況アナウンサーである。彼らは、前述した「〇〇直前レポート」にも出演する。
  - 2022年からオリックス主催全試合の製作を関西テレビ（それ以前も、一部年度でメディアプルポ（関西テレビ系の映像制作会社）が担当したものもあり）に委託しているが、地上波や関西テレビ製作によるBSフジの中継が行われる場合、実況は完全に別出しとはなるが、映像を共有するもの、および地上波・BSフジ用に一部差し換える場合もある。
    - 2022年4月24日のオリックス対ロッテ戦は関西テレビでもニアライブ形式（試合開始後の16:00 - 17:30にて擬似生放送、直前枠では関西テレビ発でKEIBA BEATを西日本FNS14局ネットで放送）で中継したが、本番組の映像・スコア表示（『野球好き』のロゴを削除）が流用されるなど、地上波関西ローカルでも同局が制作に関与しているオリックス球団制作中継と同一素材を用いて放送した。
    - これ以前の事例として、2016年6月28日のオリックス対楽天戦（沖縄セルラースタジアム那覇）では関西テレビ（地上波関西ローカル）とJ SPORTSで同内容の中継を放送した（J SPORTSで生中継を実施した後、同日深夜に地上波録画放送。スコア表示のみ各局の通常使用分を用いた。制作著作は地上波では関西テレビ、衛星波ではオリックス球団名義で、技術協力はExpressが担当。どちらも制作協力として J SPORTSがクレジットされた）。実況・解説は当時より双方の中継を担当していた関西テレビの山田恭弘（放送当時アナウンス室所属、人事異動後も本番組へのリポート等での出演あり）と大石大二郎が起用され、ベンチリポートはJ SPORTSからの派遣扱いで大前一樹が担当（放送当時よりフリーだが、関西テレビでも『J SPORTS』のクレジットあり）した。

### その他
- アジアシリーズおよび明治神宮野球場でのアマチュア野球
  - 八峯テレビ
- NPB12球団ジュニアトーナメント
  - miruca（HTB映像）（札幌ドーム開催分、北海道テレビ放送の関連会社）
- 東京ドームでのアマチュア野球
  - 東京ケーブルネットワーク

### かつて担当していた球団
| 球団名                                                | 制作協力会社 | 実況アナウンサー | 解説者 | リポーター                                      | 放送体制   | 製作クレジット                                             | 備考 |
| ----------------------------------------------------- | --- | --- | --- | ----------------------------------------------- | ---------- | ---------------------------------------------------------- | --- |
| ヤクルトスワローズ（現:東京ヤクルトスワローズ）       | フジテレビ ニッポン放送 八峯テレビ | ニッポン放送アナウンサー フジテレビアナウンサー | ニッポン放送解説者 フジテレビ解説者 J SPORTS解説者 | ニッポン放送アナウンサー フジテレビアナウンサー | 現地放送席 | ヤクルト球団 J SPORTS                                      | 2005年にフジテレビONE に中継を引き継ぐ |
| 横浜ベイスターズ（現:横浜DeNAベイスターズ）           | フジテレビジョン ニッポン放送 八峯テレビ（以上2001年まで） TBSテレビ（2002年-2007年まで） テレビ神奈川 ベイスターズソフト（以上全期間） | ニッポン放送アナウンサー フジテレビジョンアナウンサー （以上2001年まで） TBSテレビアナウンサー（2002年-2007年まで） テレビ神奈川アナウンサー（全期間） | ニッポン放送解説者 フジテレビジョン解説者 （以上大洋・横浜OBは2007年まで、それ以外は2001年まで） TBSテレビ解説者（2002年-2007年まで） テレビ神奈川解説者（全期間。一部フジテレビ・ニッポン放送と兼任） J SPORTS解説者（全期間） | 球団オフィシャルレポーター                      | 現地放送席 | 横浜ベイスターズ ベイスターズソフト                        | 2008年にTBSニュースバードに中継を引き継ぐ 2021年よりJ SPORTSオンデマンドで配信を開始したが、大洋・横浜・DeNAのOBを中心としたフリーの解説者と、本番組出演者を中心としたフリーアナウンサーによる独自の実況に差し替えている。 |
| 日本ハムファイターズ（現:北海道日本ハムファイターズ） | 東京ケーブルネットワーク（TCN） テレビ埼玉 千葉テレビ放送                                                                               | TCNアナウンサー テレビ埼玉解説者 | TCN解説者 テレビ埼玉解説者 | TCNアナウンサー テレビ埼玉アナウンサー          | 現地放送席 | 東京ケーブルネットワーク テレビ埼玉                        | 開局当初のごく一時期、GAORAと折半放送。2000年以後GAORAに一本化 2005年は交流戦の対巨人戦のみ、当日地上波放送を行う局とは別の北海道内の地上波民放局製作でJ SPORTSで放送。                                                    |
| 西武ライオンズ（現:埼玉西武ライオンズ）               | テレビ朝日 テレテック | テレビ朝日アナウンサー J SPORTSアナウンサー | テレビ朝日解説者 J SPORTS解説者 | テレビ朝日アナウンサー J SPORTSアナウンサー     | 現地放送席 | テレビ朝日（製作協力扱い） （埼玉）西武ライオンズ J SPORTS | 2012年にテレ朝チャンネル2 ニュース・スポーツ に中継を引き継ぐ |
| 千葉ロッテマリーンズ                                  | Express （2007年まで） 東京フィルム・メート （2008年より）                                                                              | J SPORTSアナウンサー | J SPORTS解説者 | J SPORTSアナウンサー                            | 現地放送席 | 千葉ロッテマリーンズ J SPORTS                              | かつては千葉マリンスタジアムビジョン も制作協力していた。 2002年-2004年はパーフェクトチョイス。2013年にFOXスポーツジャパン に中継を引き継ぐ                                                                                |
| 福岡ソフトバンクホークス                              | VSQ Express 九州東通 | J SPORTSアナウンサー | J SPORTS解説者 | 球団オフィシャルレポーター                      | 現地放送席 | 福岡ソフトバンクホークス J SPORTS                          | 2012年に日テレプラスに中継を引き継ぐ |

## スコア表示
地上波同時放送時は、原則として同一の中継映像を使用するが、J SPORTS独自中継の際は独自映像を使用している。ベースは全球団共通だが、各球団・制作会社ごとにそれぞれ微妙な違いがある（オリックス戦は球団のキャッチフレーズのロゴがVTRと本編の転換時に使用される、楽天戦は得点時のSEがパ・リーグTVと同一のものであるなど）。2007年には、ソフトバンクとオリックス戦用のスコア表示が一新された。ロッテ戦は2008年よりJ SPORTS表示を採用。
2009年にもスコア表示の変更が加えられた。オリックス戦は、一旦2008年に独自仕様になったが2009年よりJ SPORTS表示を再び使用。
2010年よりスコア表示を一新。今まで独自仕様を使用していた中日・広島戦も共通スコア表示を使用することになったため、J SPORTS STADIUMで放送される中継はこのバージョンに統一された。カウント表示は画面下に横長に表示。一番左にイニング表示でそれを山形のランナー表示で囲う。その右にホームチームロゴ、ホームチーム得点、ビジターチーム得点、ビジターチームロゴの順に表記。攻撃中のチームはチームロゴの下に赤い線が入る。ボールカウントはBSO表記に変更された。B、S、Oを緑丸、黄丸、赤丸の順に表記。一番右にサブタイトルの「野球好き」のロゴが入る。テロップは4:3対応の位置に表示し、サイドカットの場合切れてしまう部分は情報を載せないようにしている。
2011年は「野球好き」の箇所に東日本大震災被災者応援のための共通スローガン「がんばろう!日本」の字幕を入れている。また、原則として16:9レターボックスでの放送になったため、デザイン変更はないものの、カウント表示などのサイズが大きめになった。
2015年に再び一新された。オリックス戦は、TwellV・東北放送・東日本放送・仙台放送（後3局は対楽天戦のみ）でも同時放送される場合に限り「野球好き」のロゴを省いたものを使用される（実況・解説を差し換えるが、スコア表示を共用するため）。またオリックス戦のみ右側に球数表示がある。
2016年からは前年のデザインを維持しつつ、カウント表示におけるホームチームとビジターチームの位置を逆にしている。
2018年からは英語の表示が、日本語に変更。例えば、マツダスタジアムでの広島対巨人戦の場合、「巨人 0-0 広島」になっている。
なお、楽天戦（2012、2015年度 - ）は2015年まで東京ケーブルネットワークとTCP提携による中継で、パ・リーグTVと他の独立民放BS（BS12他）、球団公式映像を使用して中継を行う東北放送・東日本放送・仙台放送にはTCN・TCP制作の楽天主催ゲーム用カスタム版が使われたが、2016年は提携する制作会社がExpressに移譲されたため、デザインが変更された。いずれもJ SPORTSでは当番組仕様の字幕に差し替えている（スコア表示はテイクシステムズが担当。2014年度の都市対抗野球大会においても、TCNコミュニティーチャンネル向け（TCN標準版）とJ SPORTS（当番組仕様）と字幕を差し替えて放送を行っていた）。
過去にJ SPORTS仕様とは異なるオリジナル仕様を使用していた球団
- 中日ドラゴンズ - 2009年までのCBCテレビ、東海テレビ制作分で使用された。青を基調としたシンプルなデザインのナゴヤドーム場内のコンコースモニターで使用されているスコア表示をそのまま使った（名古屋東通管理）[53]。テレビ愛知制作分に関しては、2007年はテレビ愛知仕様、2008年以降はJ SPORTS仕様を使用。
- 広島東洋カープ - 2010年からはテレビ新広島・中国放送制作分は原則としてJ SPORTS仕様使用。但し、テレビ新広島・中国放送制作の場合（TSSプロダクション送出）とJ SPORTSによるオフチューブ（J SPORTS・テイクシステムズ送出）では細部が異なる。広島テレビ・広島ホームテレビは地上波仕様を使用（ただし広島テレビは2013年からローカル独自企画や今後の自社地上波・日テレジータス・BS日テレの中継予定、このあとの番組告知の字幕テロップや音声を省いた映像を配信していた）。広島テレビは2010年から、広島ホームテレビは2011年から16:9対応の位置にテロップを出していた（地上波アナログ放送・J SPORTSの標準画質チャンネルではレターボックスで放送）。2008年までは4局とも地上波と同一仕様を[54]、中国放送・テレビ新広島制作でのJ SPORTS単独放送時は各局地上波と同デザインに「野球好き」のロゴを入れていた。2009年は広島ホームテレビ・テレビ新広島制作時は地上波と同じで、中国放送・広島テレビ制作時はマツダスタジアムではテレビ新広島制作でJ SPORTS単独放送となる場合と同様にテレビ新広島仕様に「野球好き」ロゴを入れたものに差し替えて、地方開催時はJ SPORTS仕様に差し替えて使用していた。NHKが地上波放送する場合はJ SPORTS制作となるためJ SPORTS仕様を使用している。2016年8月途中から、DAZNでのインターネット中継に映像を配信（実況は独自差し替え）する関係上、広島テレビ・広島ホームテレビもテーマ曲やスコア表示をJ SPORTS仕様に差し替えるようになった。当初はDAZNもJ SPORTS仕様を使用していたが、クライマックスシリーズでは独自仕様を使用するようになった。
- 福岡ソフトバンクホークス - 2007年のみ、オープン戦とシーズン開幕後しばらくの試合の中継では、福岡ソフトバンクホークスマーケティングの公式映像に準じた球団公式仕様（九州東通管理）を使用していた（公式のネット配信や、TOKYO MXの中継で使われるものと同じ）
- オリックス・バファローズ - 2008年はオリジナル仕様を使用していた。
- 埼玉西武ライオンズ - 2008年の一時期は球団公式映像が使用されていた（カウント表示のスコア表示がルービックキューブを模したデザインのもの。2011年までテレ玉の中継（TVSライオンズアワー）などで使用された）。
- 千葉ロッテマリーンズ- 2007年までスコア表示がチームカラーを使っている球団独自仕様を使用。2012年までTwellV（TwellV プロ野球中継）やチバテレ（マリーンズナイター）で使用された。
- 横浜DeNAベイスターズ- TBSテレビ制作時には『ザ・プロ野球』で使用されているものにアレンジを加えたものを使用していた。2021年からのJ SPORTSオンデマンド向けでは現在のものを使用している。
- アジアシリーズ - 西武・ロッテ戦に使用。選手名の横に、2006年は代表チーム各国の国旗、2007年は選手の写真がそれぞれ表示された。海外向け放送の素材となったため、英語表示を使用し、それにそれぞれ現地の放送局が現地語のテロップ（J SPORTSであれば日本語）をかぶせていた。
- 日韓クラブチャンピオンシップ - 2009年は長崎での開催のためかソフトバンク戦用を使用。

## 解説者

### 中日戦
J-SPORTSの時代から、原則として、その日の地上波中継を担当する在名局の解説者が出演するが、地上波（名古屋ローカル）とは別立てで担当する（担当曜日は、主に東海テレビが火曜・木曜・金曜・土曜、CBCテレビが水曜・日曜。編成の都合や放送試合数の調整などで担当曜日が変更になる場合がある）。
NHK名古屋放送局制作試合でも映像供給を受けているが、制作社はJ SPORTSのみ表記される。ただし、2022年5月6日の阪神戦など、NHK（東海3県ローカル・NHK BSを含む全国放送問わず）が中継を担当しつつも東海テレビが映像提供をする試合もあった。
テレビ愛知制作分の場合、2005年までは地上波同時放送だったが、2006年からはNHK名古屋放送局と同様に映像供給を受け、実況を独自で行っている。ただし、制作社はテレビ愛知とクレジットされ、2007年まではスコア表示もテレビ愛知仕様をそのまま使用していた。2008年からは、J SPORTSとテレビ愛知の連名となり、スコア表示もJ SPORTS仕様を使用している。その際は現地に派遣されず、スタジオから放送するカラ出張となることが多いが、2015年は東海ラジオ解説者が出演する場合を中心に現地放送席からの放送となる例がある。
東海テレビ制作
- 鈴木孝政
- 鹿島忠
- 権藤博（2009年 - 2011年、2013年 - ）
- 谷沢健一（2012年、2014年 - [55]）
- 山崎武司（2022年5月26日）
  - J SPORTSでは広島戦（2014年5月9日）や中日戦（2016年8月31日）や楽天戦（2024年5月25日[56]）にも出演。

CBCテレビ制作
- 小松辰雄
- 彦野利勝
- 森繁和（2012年 - 2013年、2020年 - ）
- 牛島和彦（2017年 - ）
  - J SPORTSでは中国放送制作分（2007年）にも出演。
- 川上憲伸（2017年 - ）
- 吉見一起（2021年 - ）
- 英智（2023年 - ）
- 荒木雅博（2024年 - ）

J SPORTS制作
- 内藤尚行
  - J SPORTSでは広島戦（2009年 - 2012年）にも出演。
- 川崎憲次郎
- 達川光男
- 森繁和（2012年 - 2013年、2020年 - ）
  - J SPORTSでは広島戦（2012年 - 2013年、2022年 - ）にも出演。
- 多村仁志（2017年 - ）
  - J SPORTSでは広島戦（2017年）にも出演。
- 阿波野秀幸（2022年、2024年 - ）
- 福留孝介（2023年 - ）
  - J SPORTSでは広島戦（2023年9月1日）にも出演。
- 辻発彦（2024年 - ）
- 荒木雅博（2024年 - ）

過去の出演者
- 金村義明
  - J SPORTSでは広島戦（ - 2014年、2024年5月19日）にも出演。
- 平野謙（2003年 - 2005年、2014年 - 2018年）
- 野村弘樹（2006年、2011年 - 2018年）
- デニー友利（2008年 - 2011年）
- 落合博満（2012年10月13日）ゲスト
- 井上一樹（2014年 - 2019年）
- 小田幸平（2015年 - 2021年）
- 湊川誠隆（2017年 - 2019年）
- 中村紀洋（2019年 - 2021年）
- 川相昌弘（2019年 - 2021年）
- 斎藤雅樹（2019年2月12日、9月19日）ゲスト解説
- 岩瀬仁紀（2019年5月19日）
- 森野将彦（2020年 - 2021年）
  - J SPORTSではCBCテレビ制作分（2020年7月24日）にも出演。

東海テレビプロダクション制作（二軍戦のみ）
現在はファームの中継をしていない。
- 湊川誠隆（2015年 - 2017年）
  - リポーターとして出演する場合もあり。
- 野口茂樹（2016年 - 2017年）
  - J SPORTSでは東海テレビ制作分（2012年 - 2013年）にも出演。

### 広島戦
前述の通り地上波同時放送のため、出演者も同じである。NHK広島放送局での放送（NHK BSでの放送の場合を含む）の場合もしくは地上波放送がない試合は基本的にTSSプロダクション制作となり、テレビ新広島かJ SPORTSの解説者が登場するが、まれにテレビ新広島地上波メンバーでの裏送りとなったり、裏送りを中国放送（2007年8月2日など）が行う場合もある。また地上波が録画中継放送時は生中継をJ SPORTSに裏送りすることがある。NHK広島放送局制作分は映像は共有するが、実況は独自に差し替え、制作社はJ SPORTSのみ表記される。
2010年からは在広局での地上波中継がない場合は、各局（広島テレビ・広島ホームテレビが放映権を持つ試合はクロステレビビジョンが技術面を担当）もしくはTSSプロダクションなどから映像提供を受けて、東京からのオフチューブでスコア表示や実況をあてることが多いが、一部試合では現地から中継する（現地からの場合は放送席を映す場合が多い）。オープン戦を中心に在広局での地上波放送がテレビ局や番組スポンサーとの提携イベントとの連動した企画を盛り込んだり、出演するゲストや解説者の契約の都合（新井貴浩など、詳細先述）などでJ SPORTSでの同時放送が困難な内容となった場合に、J SPORTS側で別に実況・解説・差し替え映像・スコア表示を用意する場合がある。
達川光男が監督・コーチ等で現場復帰して、テレビ新広島専属解説者が不在となっていた時期は、地上波同時放送時はフジテレビ（関根潤三・大矢明彦・加藤博一・平松政次等）・関西テレビ（田尾安志・星野伸之等）・東海テレビ（鈴木孝政等）・テレビ西日本（池田親興）等フジテレビ系列各局の解説者が随時出演していたが、2014年は以前からJ SPORTS単独放送分に出演している笘篠賢治もテレビ新広島地上波向けを担当した他（2015年以降も2019年まで継続）、その他在広局との専属契約を結んでいない広島OB（金石昭人・西山秀二・金本知憲）が本数契約で出演していた（西山・金本は2015年も出演）。達川が解説者を務めた期間もダブル解説で通常本番組に出演しないフジテレビ系列局解説者が出演する場合があったが、2015年は広島のコーチを退任した山内泰幸と専属解説者として契約した。その後も達川（山内の解説者就任後「局専属」「系列専属」から外れる）・西山や他球団OB（山崎武司・山本昌・森本稀哲・谷繁元信・建山義紀・鶴岡慎也など）・フリーの広島OB（緒方孝市など）を含む本数契約の解説者や系列局解説者と山内のダブル解説での出演がある。
中国放送も地上波同時放送時には衣笠祥雄（当時）、川口和久（以上TBSテレビ）、牛島和彦（TBSテレビ・CBCテレビ）、加藤伸一（出演当時RKB毎日放送）、岩本勉・建山義紀（以上北海道放送他）、遠山奬志（出演当時毎日放送他）等TBS系列各局の解説者や、金本知憲・高橋慶彦・二宮清純等フリーの本数契約解説者やスポーツジャーナリストが出演したことがある。また、広島テレビの中継でビジター地元局へのネット時を中心に系列局やフリーの解説者が出演する場合（川又米利（出演当時中京テレビ）、立浪和義（2021年まで）・岩瀬仁紀・福留孝介（以上中京テレビ他）、川藤幸三（読売テレビ）、若菜嘉晴（福岡放送他）、西崎幸広（札幌テレビ他）等）がある。
広島ホームテレビ制作分では、2019年6月8日の対ソフトバンク戦では松中信彦がゲスト出演した他、2018年5月13日に朝日放送テレビとの共同制作・2局ネットの予定で福本豊が出演予定だったが、雨天中止となった（解説：福本・北別府、実況：廣瀬隼也、リポーターは不明）。また北別府が病気療養のため活動を休止した2020年と、体調の回復途上でスタジオ出演番組限定で復帰した2021年は、テレビ朝日との出演日程調整の上で前田智徳が大半の試合を解説を担当することになった。本数契約解説者について、井端弘和は2021年までの時点で対巨人戦（スカパー!オンデマンドにネット）以外に、金石昭人は対巨人戦以外の広島主催分にそれぞれ出演していないこかったから（2020年は朝日放送テレビからの映像配信で実況を別制作した阪神主催の2試合で、2021年はBS朝日が別途テレビ朝日制作で放送した広島主催の対巨人戦1試合で解説を担当）、2021年7月14日の対中日戦で初出演するまで、結果的に本番組への出演実績がなかった。また、2022年から出演の達川は、同年は本番組での放送とならないビジターゲーム（5月11日の阪神対広島戦を朝日放送テレビからの映像提供で放送。実況：吉弘翔）のみ担当となっている。
J SPORTS制作分に出演の解説者には、地上波の広島戦ではビジター地元局側の別制作分（仁志敏久・達川光男の『広島 vs 楽天』の東日本放送制作分、達川の『広島 vs 阪神』の毎日放送制作分、笘篠賢治の『広島 vs 楽天』のミヤギテレビ制作分、内藤尚行の『広島 vs 中日』のメ～テレ制作分など）や地元局解説者の不足時やダブル解説などでの系列応援（齊藤明雄のテレビ新広島制作分など）に出演した例がある。
○：レギュラー解説者ではないため、スポットでの出演。
RCCテレビ制作
- 安仁屋宗八（1998年 - 2004年、2006年 - ）
- 佐々岡真司（2008年 - 2014年、2023年 - ）
- 山崎隆造（2012年 - ）
- 天谷宗一郎（2019年 - ）
  - JSPORTS制作の2021年春季キャンプ中継では、笘篠の体調不良による代役でゲスト出演。

広島テレビ制作
- 池谷公二郎（1986年 - 1988年、1993年 - 1997年、2002年 - 2003年、2005年 - ）元日本テレビ解説者。
- 山本浩二（1994年 - 2000年、2006年 - ）日本テレビ解説者。
- 野村謙二郎（2006年 - 2009年、2015年 - ）日本テレビ解説者。
- 黒田博樹○（2017年 - ）ゲスト解説。

広島ホームテレビ制作
- 前田智徳（2014年 - ）元テレビ朝日解説者。
- 安部友裕○（2023年 - [60]）

テレビ新広島制作
- 達川光男○（2001年 - 2002年、2004年 - 2013年、2016年、2019年 - ）元フジテレビ解説者。
- 山内泰幸（2015年 - ）
  - 2005年、広島の三軍投手コーチ時代に広島テレビ制作にゲスト出演。J SPORTS制作の2021年春季キャンプ中継では、笘篠の体調不良による代役でゲスト出演。
- 緒方孝市○（2022年 - [61]）

J SPORTS制作
括弧内の年月日はJ SPORTS制作分への出演実績。記載年度以外で在広局制作分に出演し、J SPORTSでも放送される場合もあった人物もいる。
- 達川光男
  - J SPORTSではテレビ新広島制作分、中日戦にも出演。
- 笘篠賢治
  - J SPORTSでは中国放送制作分（2005年）、テレビ新広島制作分（2014年 - 2019年）、中日戦にも出演。
- 金石昭人（2012年 - ）
  - J SPORTSではテレビ新広島制作分（2014年）、広島ホームテレビ制作分（2021年 - 2022年）、中日戦、楽天戦（2008年 - 2012年）にも出演。
- 木村昇吾（2021年 - ）
  - 2021年10月10日の対巨人戦で解説デビュー。
- 安部友裕（2023年 - ）
  - 2023年2月21日の対ロッテ戦で解説デビュー。
- 中田廉（2023年 - ）

過去の出演者
- 清川栄治（2013年）
- 小林誠二（2014年 - 2015年、2017年 - 2018年）
  - J SPORTSでは広島テレビ制作分（1989年 - 2004年）に出演。
- 仁志敏久（2014年 - 2018年、2024年4月20日）
- 川口和久（2018年 - 2021年）
  - J SPORTSでは中国放送制作分に系列応援で出演。
- 梵英心（2019年 - 2020年）
- 金本知憲（2013年8月8日、2014年7月31日）
  - J SPORTSでは中国放送制作分（2013年9月18日）、テレビ新広島制作分（2014年 - 2015年）に出演[62]。
- 張本勲（2016年5月24日、8月5日、2018年7月20日、2019年8月13日）ゲスト解説。
- 木下富雄（2016年8月21日、2017年8月21日）
  - J SPORTSでは中国放送制作分（1994年 - 1999年、2006年 - 2011年）に出演。
- 長内孝（2016年9月16日、2017年5月18日）
- 黒田博樹（2017年8月12日、2018年7月20日）ゲスト解説。
  - J SPORTSでは広島テレビ制作分（2017年 - ）にも出演。
- 松本有史（2021年2月8日 - 同月9日）広島東洋カープスカウト（東海担当）。
  - 2021年の春季キャンプで笘篠の体調不良による代役でゲスト出演。
- 中畑清（2024年4月19日）
- 能見篤史（2024年9月28日）

ジュピターテレコム（J:COM）制作
2015年8月21日の広島対巨人戦のみ。
- 江夏豊（2015年8月21日）
- 元木大介（2015年8月21日）

### オリックス戦
- 山沖之彦
- 野田浩司（2001年 - 2003年、2005年 - ）
- 山崎慎太郎（2004年 - ）
- 岡義朗（2014年 - ）
- 星野伸之（2018年 - ）
- 塩崎真（2019年 - ）
- 藤井康雄（2020年 - 2021年、2023年 - ）
- 田尾安志（2022年 - ）
- 海田智行（2023年 - ）
- 坂口智隆（2023年 - ）
- 近藤一樹（2023年 - ）
- T-岡田（2025年 - ）

過去の出演者
- 伊勢孝夫
- 佐藤義則（2001年、2008年）
- 本西厚博（2003年 - 2009年）
- 五十嵐章人（2004年 - 2006年）
- 河村健一郎（2005年 - 2009年）
- 小林宏（2006年 - 2008年）
- 加藤秀司（2006年 - 2015年）
- 中沢伸二（2007年 - 2021年）
- 新井宏昌（2009年）
- 村上隆行（2010年 - 2018年）
- 北川博敏（2015年）
- 大石大二郎（2015年 - 2016年）
- 大島公一（2016年 - 2020年）
- 小川博文（2019年 - 2024年）
- 弓岡敬二郎（2020年 - 2021年）
- 赤堀元之（2022年 - 2023年）

ゲスト解説
- 松中信彦（2016年 - 2017年）
- 後藤光尊（2017年7月28日 - 同月30日）
- 原拓也（2017年8月8日 - 同月10日）
- 山田久志（2018年5月3日、2019年5月28日）CBCテレビ・CBCラジオ解説者
- 福本豊（2018年5月3日、2019年5月30日）朝日放送テレビ・朝日放送ラジオ・サンテレビ解説者
- 長池徳士（2019年5月29日）
- 鈴木康友（2019年9月14日 - 同月15日）
  - J SPORTSでは楽天戦（2020年7月21日 - 同月23日）にも出演。

JSPORTS制作（現在はキャンプのみ）
過去にはJ SPORTSとTwellVが別実況の際に出演。
- 藪恵壹
  - J SPORTSでは中日戦（2023年9月24日）、メジャーリーグ戦にも出演。
- 齊藤明雄
  - J SPORTSではメジャーリーグ戦にも出演。
- マック鈴木
  - J SPORTSではメジャーリーグ戦にも出演。
- 金村義明
  - J SPORTSでは横浜戦（オンデマンド限定）にも出演。

### 楽天戦
◎：2011年までのスカイA時代から担当。
○：2014年までの日テレプラス時代から担当。
- 阿波野秀幸（2007年 - 2011年◎、2024年 - ）
- 高橋雅裕（2009年 - 2010年◎、2012年 - ）
- 大塚孝二（2015年、2023年 - ）
- 川崎憲次郎（2015年 - ）
- 内藤尚行（2016年 - ）
- 野口寿浩（2020年 - ）
- 山村宏樹（2013年 - 2014年○、2024年 - ）
- 鉄平（2016年 - 2018年、2022年 - ）
  - J SPORTSでは中日戦（2024年7月30日）にも出演。
- 岩﨑達郎（2018年 - ）
- 西村弥（2018年 - 2019年、2024年 - ）
- 塩見貴洋（2024年 - ）
- 銀次（2024年 - ）
- 石橋良太（2024年 - ）
- 平石洋介（2025年 - ）

過去の出演者
- 松本匡史（2007年 - 2020年）
  - J SPORTSでは広島戦（2016年 - 2018年）にも出演。
- 草野大輔（2013年○、2024年7月14日[63]）
- 佐野慈紀（2016年 - 2018年）
- 礒部公一（2018年 - 2019年、2024年6月2日[64]）

当時楽天イーグルスアカデミーコーチ
- 鷹野史寿（2014年○、2018年）
- 川岸強（2014年○ - 2015年、2018年 - 2021年）
- 有銘兼久（2014年○ - 2015年、2020年 - 2021年）
- 牧野塁（2014年○ - 2018年）
- 広橋公寿（2014年○ - 2019年）
- 井上純（2014年○ - 2023年）
- 柳沢裕一・山崎隆広（2015年）
- 斉藤貢（2015年 - 2016年）
- 中島俊哉（2015年 - 2017年）
- 中根仁（2016年6月）
- 後藤光尊（2017年 - 2018年）
- 牧田明久（2017年 - 2019年）
- 森山周（2019年 - 2020年）
- 塩川達也（2014年○ - 2016年）
- 永井怜（2016年 - 2019年）
- 阿部俊人（2018年 - 2019年）
- 石田隆司（2018年）
- 聖澤諒（2019年、2023年）
- 長谷部康平（2020年7月）
- 青山浩二（2021年 - 2023年）
- 戸村健次（2022年）

### DeNA戦（J SPORTSオンデマンド限定）
- 金村義明（2021年 - ）
- 石川雄洋（2021年 - ）
- 森繁和（2022年 - ）
- 辻発彦（2023年 - ）
- 里崎智也（2024年 - ）

過去の出演者
- 井端弘和（2021年 - 2023年）
- 森本稀哲（2021年3月20日）
- 中村武志（2022年 - 2023年）
  - 2022年3月5日の対オリックス戦で解説デビュー。

## 実況・リポーター

### 広島戦
RCCテレビ制作
広島テレビ制作
広島ホームテレビ制作
テレビ新広島制作
J SPORTS制作
- 熊谷龍一（2012年 - ）
- 深澤慶（2016年 - ）
- 足立清紀（2020年 - ）
- 菱沼洲斗（2022年11月 - ）
- 佐久間むつみ（2021年11月 - ）リポートのみ
  - オリックス戦（2016年 - 2021年）も担当。

### 中日戦
東海テレビ制作
CBCテレビ制作
J SPORTS制作
- 節丸裕一
- 谷口廣明
  - 広島戦（ - 2022年）も担当。
- 石原敬士
  - 広島戦（ - 2023年）も担当。
- 熊谷龍一
  - 広島戦、楽天戦も担当。
- 加藤暁（2014年[65] - ）
  - ヤクルト戦（2002年 - 2004年）、広島戦（ - 2016年、2022年 - 2023年）、楽天戦（2016年 - 2017年）も担当。
- 深澤慶（2017年 - ）
- 足立清紀（2020年 - ）
- 菱沼洲斗（2023年 - ）
  - 2023年6月23日の対ヤクルト戦で1軍実況デビュー。
- 北野文啓（2023年 - ）
  - 2023年9月25日の対阪神戦で1軍実況デビュー。

### オリックス戦
- 大前一樹（1993年 - ）
- 濱野圭司（1999年[66] - ）
- 田中大貴（2018年 - ）
  - 中日戦（2018年）も担当。
- 中島原野（2019年 - ）
  - 2022年まではリポートのみ。

関西テレビアナウンサー
- 若田部克彦
- 川島壮雄
- 石田一洋（2014年 - ）
- 服部優陽（2019年 - [67]）
- 山本大貴（2022年 - ）

リポート・インタビューのみ
- 羽村亜美（2017年 - ）
  - 楽天戦（2010年 - 2014年[68]）も担当。
- 山田恭弘（2022年 - ）関西テレビスポーツ局
  - アナウンサー時代（ - 2017年）は実況も担当。
- 橋本和花子（2024年 - ）関西テレビアナウンサー
- 中村優菜（2024年 - ）
- 中西則善（2025年 - ）
- 中尾考作（2025年 - ）
- 今崎宏美（2025年 - ）
- 岡村茉奈（2025年 - ）BsGirls2016メンバー。元ラストアイドルメンバー。

### 楽天戦
- 中田浩光（2014年 - ）
- 熊谷龍一（2019年 - ）
- 木下貴道（2023年 - ）

リポート・インタビューのみ
- 若林翔子（2020年 - ）
- 佐々木明奈（2021年 - ） 球団エンターテインメント部SNS担当
- 松本亜希子（2023年 - ）
- 伊藤有沙（2024年 - ）
- 安東理紗（2024年 - ）

### 横浜戦（J SPORTSオンデマンド限定）
ファンから質問を募集してリアルタイムで答えていくファン参加型のLIVE配信のため、基本的にアナウンサーは出演しない。
- DJケチャップ（2021年 - ）
  - 元ベイスターズスタジアムDJ
- 小石澤健（2021年 - ）J SPORTS野球中継ディレクター
  - 元NPB審判員
- 三木慎太郎（2021年 - ）J SPORTS野球中継プロデューサー
  - 侍ジャパンオフィシャル映像プロデューサー
- 近藤祐司（2023年 - ）
  - 中日戦（2024年6月4日）も担当。
- 下村泰司（2024年 - ）

### 過去の出演
オリックス戦（球団制作）
○：2012年 - 2013年のFOXスポーツ＆エンターテイメント時代でも担当。
- 上野晃（2016年 - 2018年）
  - 楽天戦（2008年 - 2015年）も担当。
- 小野塚康之（2019年 - 2021年）
- 梅田淳（2022年4月19日）

また、関西テレビやテレビ大阪（2008年 - 2015年）やABCテレビ（2009年 - 2015年）のアナウンサーが一部試合担当。
リポート・インタビューのみ
- 友松純（2005年 - 2013年○）
- 岩井万実（2009年）
- 青沼稔（2010年 - 2014年○）
- 吉藤律子（2012年）
- 波佐間崇晃（2014年○ - 2015年）
- 萬代裕子（2015年）
- 真鍋杏奈（2015年 - 2017年）
- 東優花・坂本麻子・正田暁之・辻はるな（2016年）
- 竹村美緒（2018年 - 2023年[70]）
- 古賀文沙（2020年 - 2021年）

楽天戦（球団制作）
- 菅野詩朗（2015年）
- 鈴木光裕（2016年 - 2022年）

リポート・インタビューのみ
- 丸山恵理（2015年 - 2016年）
- 菅野愛郁（2015年 - 2017年）
- 丸井汐里（2017年）
- 大野由加里（2018年）
- 倉林知子（2019年）
- 増田優香子（2020年）
- 河内一朗（2020年 - ）
  - オープン戦のリポートやエキシビジョンマッチの実況など。

### 実況アナウンサーの備考

#### セ・リーグ
中日戦
東海テレビ、CBCテレビが地上波で中継する場合はその局のアナウンサー（解説者の項でも触れたが、地上波とは別出演者が担当する。三重テレビ制作分では東海テレビが人員を担当。また、テレビ愛知とNHK名古屋放送局が中継する試合はJ SPORTS側で解説者・アナウンサーを起用する。）が担当する。なお、2010年までは公式戦ではリポーターは登場していなかったが、過去にオープン戦中継を東海テレビプロダクションが制作した際 に相羽としえ（元東海ラジオアナウンサー）が起用されることがあった。
2011年からは、東海テレビ制作分は下嶋兄 がリポーターとして登場する。スケジュールの都合で出演出来ない場合は、東海テレビアナウンサーが代役を務める。CBCテレビ、J SPORTS制作分はリポーターなしで放送し、実況アナウンサーが出場した選手の談話を読み上げる。
広島戦
原則として、地上波4局と同じ解説者やアナウンサーが担当するが、J SPORTS単独放送時や地上波民放の都合でJ SPORTSが別映像を制作する場合やNHK広島放送局の映像を使用する場合は、テレビ新広島解説者の山内泰幸かJ SPORTS解説者（フリーの本数契約）とフリーアナウンサーの担当となる場合が多い。なお、J SPORTS単独放送の場合は、稀に中国放送やテレビ新広島のアナウンサーとJ SPORTS解説者の担当となる場合もある。
地上波同時放送時には、稀に対戦相手の地元系列局のアナウンサーがベンチリポートを担当することがある。かつては、在京キー局・在阪局のアナウンサーが広島ローカルの実況を担当した事例（主にテレビ新広島でフジテレビ・関西テレビのアナウンサーが担当した）があったが、J SPORTSへの配信開始後は実例がない。

#### パ・リーグ
楽天戦
スカイ・エーで中継していた2008年以後、球団主導（協力・東京ケーブルネットワーク・東京ケーブルプロダクション（現TCP）・クロステレビビジョン）による中継を実施するようになり、そのころからフリーアナウンサーによる実況、並びに楽天OBや楽天ベースボールスクール講師者が解説に当たっている。これに球団専属のレポーターが両軍を通して1人ベンチレポーターを担当する。それ以前は朝日放送テレビが制作を担当し、朝日放送テレビアナウンサーが実況を担当したが、要員の都合により地元系列局である東日本放送アナウンサーが担当することもあった。
オリックス戦
放送開始当初から、J SPORTSにフジテレビジョンの資本があった関係上（現在はフジテレビの資本は撤退）、系列の関西テレビとその子会社・メディアプルポ、およびエキスプレスが中心となって中継を行い、関西在住のフリーアナ（濱野圭司など）とオリックス球団職員の大前一樹のほか、試合によって関西テレビ（2015年までは朝日放送テレビ、2012年まではテレビ大阪も一部担当）から派遣されたアナウンサーが実況を担当している。これに球団専属のレポーターが基本は両軍を通して1名（試合日によって各チーム1名ずつの2人）が加わる。
また解説者も基本的にオリックスとその前身（主に阪急、オリックスが「ブレーブス」→「ブルーウェーブ」だった時代）のOBが解説に携わっている。
再び中継するようになった2015年は、TwellV・サンテレビでもJ SPORTSと同じ映像（ボールカウンターの字幕に関してはこれらに配慮して『野球好き』の表示を省略する）を使用するが、実況と解説を上掲2局とは別にJ SPORTS側で別に配置する場合がある。

## 球団ごとの中継に関する事項

### 中日戦
- 2011年から2019年までと2022年からは1回表終了後に放送席を映しており、この時はアナウンサー・解説者も右側の方向に向けて話をしている[73]。対巨人戦をBSフジ、BS-TBSで中継する時は放送席を映していないが、2021年以降にテレビ東京が別制作をするBSテレ東の中継では放送席を映す場合がある（東京からのオフチューブ）。
- 2011年は一部試合で在名局で中継がなく（地上波・NHK BSを含め）、J SPORTS独占中継となる試合もあった（この場合は、「ドラゴンズライブTV」〈無料会員制〉で中継するが、内容は当番組と同内容である）。
- 中日のお膝元である名古屋市をはじめとする愛知県・岐阜県・三重県のいわゆる中京広域圏のケーブルテレビ局では、中日主催試合の中継を配信することができなかった時期がある。これは、在名局で中継が行われている時間帯に双方の競合を防ぐためであり、在名局で放送している間はナゴヤドームの場内をバックに「放映権の関係上放送できません」という旨のテロップの書かれた静止画を表示している。
  - また、中日の親会社である中日新聞を頂点とする「中日新聞グループ」がCBCテレビ・東海テレビ・三重テレビ・テレビ愛知とNHK名古屋放送局に対してテレビ放送の放映権を与えており[74]、グループ会社の視聴率に影響を及ぼさないようにするための措置とも考えられる。
- 衛星放送による中日主催試合はBS放送のNHK BS1・BS-TBS・BSフジ・BSテレ東で放送されるが、これらのチャンネルでは前述の放送が禁止されるという事態には至っていない（BSの場合は地上波同様放送の再送信となり放送内容を改変することは一切禁止されている。上述の静止画の差し替えもこれにあたる）。
- こういった規制は2006年まで多かったが、2007年のシーズン開始後からは徐々に制限が解除されるケーブルテレビ局が増えている。

### 広島戦
- 中日戦と同様に、在広局との放送で同様の事例が発生している。
- 中国新聞では、広島戦中継予定があるケーブルテレビ局の一覧を番組表に掲載しており、この番組も対象となっている。
- これは、スカパー!の開局前から県内のケーブルテレビ局のコミュニティチャンネルで広島市民球場での主催試合を生放送していた名残ともされる。広島市域を中心とした一部のケーブルテレビ局に在広局・中国新聞・球団が出資していることによる既得権益の保護のためとされる。スカパー!の開始後にも同様の例があった。
- 現在でも、広島県で地上波放送される試合は、上記の理由からか、広島エリアのスカパー!光および一部ケーブルテレビ局において、J SPORTSの該当チャンネルの放送が試合終了まで休止となる[75]。ひかりTVでは、2017年度まではエリアに関係なく放送休止となっていたが、2018年度より岡山県・広島県・山口県・島根県（及び各県と隣接する一部地域）を除き放送休止が解除された[76]。これらの局での生放送休止を補完するため、2013年は試合終了後に録画中継を実施している。
- 在広局が中継を行わない一部試合では、ちゅぴcom3局（ひろしまケーブルテレビ、ふれあいチャンネル、尾道ケーブルテレビ）のコミュニティチャンネルがJ SPORTSからの裏送りで中継を行うことがある。
- 在広局がプレゼント企画を実施する日があるが、JSPORTSでは、J SPORTSのスコア表示を使用する2009年以降の中国放送、2010年以降のテレビ新広島、2016年以降の広島ホームテレビ・広島テレビ（2009年も）制作時では募集要項などは一切表示されずに、実況アナウンサーが募集要項などを読み上げる音声のみが淡々と流れる。字幕をそのまま流す広島テレビ・広島ホームテレビ制作（2008年までは中国放送、2009年まではテレビ新広島も）の中継の場合は2016年途中まではそのままプレゼント告知も放映されてしまう場合があった。その為、画面上部に「地元広島の放送局の告知です」という字幕で案内される。J SPORTSでは、一切絡んでいないことがうかがえる。なお、2013年以降の広島テレビでは、地元向け企画の告知音声・VTRやテロップを省いた素材をJ SPORTSへ裏送りしている。テレビ新広島では、2015年以降に対巨人戦をBSフジに同時ネットで放送する際に電話受付によるプレゼント企画を実施する場合はBSフジの視聴者も応募対象としているが、BSフジでは2017年以降にフジテレビ側でスコア表示を差し替えている都合上、2017年から2019年までは同一の受付電話番号をフジテレビ側で別途表示していたが、2020年は表示されなかったため、広島県の地上波以外では、電話番号はテレビ新広島の中継予定ウェブサイトでの確認に要したが、2021年・2022年は受付番号のテロップのみをテレビ新広島側で送出した。
- 広島ホームテレビ制作の中継では、2013年まで画面右下に「勝ちグセ。」という同局のスローガン・番組名が常に表示されていた[77]。
- イニング途中など、J SPORTSでは広島とビジターチーム双方の今後の「1」「2」「3」「4」での放送内容が表示されるが、大半の主催試合ではJ SPORTS独自の放送席が設けられていない為、放送日程が表示される間、実況アナは一切喋ることはなく、数分間の間、J SPORTSでは沈黙の放送となる。(2013年は「3」「4」ではプロ野球中継が一部を除いて放送されないため、「1」若しくは「2」だけの表示になる。)
- 在広局の映像をそのまま利用するため、地上波放送終了間際には「J SPORTS STADIUM(西暦)は、このまま中継を続けます。」が、在広局が地上波でしか流せないCM・映像企画に入っている間は「ただいま、球場の音声のみでお送りしています」という字幕が表示される。
- CSからBSに移行した2012年は、NHK BS1で生中継する試合は放映権の都合上、2011年までのアクティブ!ベースボールと同じ扱いとなりスカイ・AまたはGAORAで生中継されたが、2013年はJ SPORTSでの放送が再度可能となった。
- マツダスタジアムでは放送席を映すカメラの位置が旧広島市民球場やナゴヤドームとは異なり一定しておらず、旧広島市民球場やナゴヤドーム（在名局制作分）では実況アナウンサー・解説者を右側から映しているのに対し[78]、マツダスタジアムでは中国放送・テレビ新広島は左側から、広島ホームテレビは右側から映し、広島テレビ・NHK広島放送局は撮影時のみ窓側に背を向けていることが多い。対巨人戦をBS日テレ、BSフジ、テレビ朝日が別制作をするBS朝日での中継も同様だが、BS朝日の中継では別の放送席を使用してセットも自社仕様に変えている[79]。なお、TBSテレビが別制作をする2011年以降のBS-TBSの中継では東京からのオフチューブで放送するため放送席は映らない[80][81]。ゲスト出演で放送席の人数が多い場合や、在京キー局主導制作時、ビジター地元局の乗り込み制作時（在阪局やサンテレビなど）などは向きが異なることがある。これは旧広島市民球場やナゴヤドームでの在名局制作分は放送ブースのカメラ設置位置がほぼ固定されているのに対して（在阪局やサンテレビの乗り込み時は不明）[82]、マツダスタジアムは放送ブースのカメラの設置が各局が任意で比較的自由にできることによる。地方開催時は球場により対応が異なる。

### オリックス戦
- オリックス戦は球団制作映像（当時は球団子会社の「ブルーウェーブビジョン」製作）をスポーツ・アイのほか、GAORAやスカイA sports+（当時は「サテライトABC（チャネル・オー）」→「スカイ・エー」）とも放送本数を調整して中継している(いったん終了していたが2015年に再度中継を再開)。
- なお、オリックスに吸収合併された近鉄主催試合は、基本的にGAORAかスカイ・エーのいずれかで本数を調整した上で中継していたが、1996年の一部試合はこれらのチャンネルでの編成の都合が付かなかったため、藤井寺球場で行われた主催試合をスポーツ・アイで放送した事例があった。

### 楽天戦
- 2005年から2011年まではsky・A→sky・A sports+で中継していた。2012年よりJ SPORTSに放映権が移行したが、中継の実制作は2011年までと同様に球団の運営会社である楽天野球団・クロステレビビジョン・TCPが担当し、テロップがJ SPORTS仕様になった以外は2011年以前とほぼ同じである(中継を再開した2015年も同様)。球団制作映像を使用するTwellVプロ野球中継、パ・リーグTV、プロ野球24、ひかりTVチャンネル、ニコニコ生放送は前年までと同様にTCPのスコア表示を使用。
- 解説者・実況アナウンサーは原則として、カードごとに同一人物が連続して担当する（同一カード4連戦の場合だと4日連続で担当することになる）ことが多かったが、2014年頃から解説者に関しては東北在住の球団ジュニアチームコーチを起用することが多くなり、その場合は一般的な中継と同様に一試合ごとに交代で担当する。

### 過去の担当球団

#### ヤクルト・横浜戦
- J SPORTSの前身「スカイスポーツ→Jスカイスポーツ」の時代は、フジテレビジョンが資本参加していたことや、ヤクルト球団はフジテレビがヤクルト本社と共同経営、横浜はフジテレビとニッポン放送が資本参加していたことから、映像をフジ・メディア・ホールディングス連結子会社の八峯テレビ技術（横浜戦については一部をテレビ神奈川も）から提供を受けて製作、実況・ベンチレポーターはフジテレビとニッポン放送のアナウンサーを中心に（一部フリーも）担当していた。
  - ごくまれにフジテレビ系列ビジター地元局が対阪神・広島・中日戦を、メ〜テレ（テレビ朝日系）が対中日戦を乗り込み自社制作した際には、地元局地上波と同時放送としたことがある。
- 横浜戦はテレビ神奈川が地上波中継を行う場合はテレビ神奈川の中継をそのまま放送（2005年まで）。
- その後横浜球団は2002年にマルハから東京放送（当時のJスカイスポーツには出資せず。後にスポーツ・アイESPNの運営会社との合併の際資本参加）に球団経営が譲渡されたが、引き続きJ SPORTSで中継され、TBSテレビ協力・横浜球団製作として放送が行われた（2007年まで、2008年からはTBSニュースバード、2014年からはTBSチャンネルに放映権が移行）。そのためTBSテレビアナウンサーが実況を担当することが多く、スコア表示なども当時の地上波TBSテレビ中継をアレンジして使用した。また、2006年はテレビ神奈川アナウンサーが実況することもあった。この間、フジテレビ・ニッポン放送解説者も大洋→横浜OBに限り引き続き出演していたため、中継によってはフジテレビ・ニッポン放送・テレビ神奈川解説者とTBSテレビアナウンサーという地上波では有り得ない組み合わせでの放送となることがあった。

#### 日本ハム・ソフトバンク戦
- 上述2球団の主催試合は一時期、スポーツ・アイ ESPNでも放送された試合がある。
  - 現在、日本ハム主催試合はGAORAが編成の都合で生中継できない場合に限り放送している（2016年現在はスカイAで放送）。かつて東京ドームを本拠とした1990年代初期の頃には、東京ケーブルネットワーク製作[83] の試合をGAORA（当時はスペースビジョンネットワーク）と放送本数を調整して放送していた。その後、1999年にもJ SKY SPORTSと本数を調整して放送した主催試合があった。
  - ソフトバンク戦は、ダイエー時代の1996年、および1999年以降はスポーツ・アイ ESPNが原則として全試合中継していた（1996年はスポーツ・アイの編成の都合で中継できなかった試合の一部をGAORAやスカイAに譲渡して中継した事例がある）が、1997年と1998年はJICが運営するチャンネル（1997年は地球の声、1998年はMONDO21）で『とことん!ホークス』と題して全試合を独占放送したため、一時撤退していた。

#### ロッテ戦
- 1998年から2001年には、他の試合中継と放送本数を調整してSKY sports→J SKY SPORTS（当時）とスポーツ・アイ ESPN（J sports 3の前身）で全試合の生中継が行われた。2002年から2004年にはPPVチャンネルのパーフェクト・チョイス(現:スカチャン)[84] のみでの中継となったため、PPVに対応していない一部のケーブルテレビ局や110度CS放送・スカパー!e2（当時は「スカパー2」→「スカパー110」）ではそれらを見ることができない状態が続いていた。
- 2005年、ヤクルト戦の中継がJ SPORTSからフジテレビ（フジテレビ739→フジテレビONE）に移行したことと、アクティブ・スポーツ・ブロードキャスティングの設立によるアクティブ!ベースボールの放送開始もあって、J SPORTSでの中継が復活した。

## その他

### テーマソング
- 2002年度・2003年度：渡辺美里「You〜新しい場所〜」、「翼をください」 (西武戦のみ)
- 2004年度：ジャーニー「オープン・アームズ〜グレイテスト・ヒッツ」から、エアロスミス「ジェイディッド」（from『ジャスト・プッシュ・プレイ』）
- 2005年度：ビリー・ジョエル「アップタウン・ガール」（from『ピアノ・マン〜ヴェリー・ベスト・オブ・ビリー・ジョエル』）
- 2006年度：ボン・ジョヴィ「ハヴ・ア・ナイス・デイ」
- 2007年度：ONE☆DRAFT「大航海」
- 2008年度：ONE☆DRAFT「ワスレナSWEEEEENG!」
- 2009年度：キャプテンストライダム「ブギーナイト・フィーバー」
- 2009年WBC・2010年度：フジファブリック「Sugar!!」
- 2011年度：PUFFY「欲望」（from『Thank You!』)
- 2012年度：ザ・ビートモーターズ「時代」（from『Gris Gris』）
- 2013年度：片平里菜「baby」
  - 2013年WBC：栄喜「あのゴール成し遂げる所まで」
- 2014年度：片平里菜「hey boy!」
  - 「野球好きキャンプ祭り（2014年2月2日放送分）」内でMCが紹介。
- 2015年度：片平里菜「スターター」
- 2016年度：フレデリック「FUTURE ICE CREAM」
- 2017年度：LEGO BIG MORL「君の涙を誰が笑えるだろうか」
  - 2017年WBC：吉川晃司「SAMURAI ROCK」
- 2018年度：フジファブリック「電光石火」
- 2019年度：フジファブリック「オーバーライト」
- 2020年度：トミタ栞「エンドレスゲーム」
- 2021年度：東京スカパラダイスオーケストラ「9(ナイン)」
- 2022年度：東京スカパラダイスオーケストラ「快哉を叫ぶとき」
- 2023年度：東京スカパラダイスオーケストラ「カルぺ・ディエム ～今日がその日さ」
  - 2023年WBC：フジファブリック「ミラクルレボリューション No.9」
- 2024年度：CHEMISTRY「Play The Game」
  - 2024年世界野球プレミア12：ボン・ジョヴィ「Legendary」
- 2025年度：堂島孝平「Re-try」

邦楽アーティストは2016年度以前はソニー(SME)系のレコード会社の所属である（フジファブリックは2010年1月にソニー系レコード会社へ移籍。片平里菜はレコード会社はポニーキャニオン、所属事務所はソニー・ミュージックアーティスツ→個人事務所。2016年度のフレデリックはアミューズ/A-Sketch、2017年度のLEGO BIG MORLは烏龍舎/A-Sketch所属、2020年度のトミタ栞はEPICレコード/ソニー・ミュージックアーティスツ、2021〜2023年度の東京スカパラダイスオーケストラはcutting edge/ソニー・ミュージックアーティスツ）、2024年度のCHEMISTRYはSMAR/ソニー・ミュージックアーティスツ）、2025年度の堂島孝平はソニー・ミュージックアーティスツ。

#### 例外
- 中日や広島主催試合の中継では、地上波の放送局が製作しているものについては2012年まではテーマソングなしだった（2007年の中国放送制作・J SPORTS単独放送時等一部例外を除く）が、2013年からはJ SPORTS送出でテーマソングを流している。また、2016年8月途中まで広島戦の広島テレビ製作分については日本テレビ系列の中継『DRAMATIC BASEBALL』各年度のテーマ曲を、広島ホームテレビの製作分については2008年まではテレビ朝日系列スポーツ番組テーマ曲を、2009年からは独自のテーマ曲をそのまま使用した（2013年は両局とも裏送りとなるオープニングのみJ SPORTSのテーマソングを使用）が、DAZNでの配信開始（実況は独自で差し替え）に伴いスコア表示・テーマ曲をJ SPORTS仕様に差し替えるようになった。
- 楽天戦中継では、テーマソングが流れるのはオープニング時のみ。他球団の主催中継ではテーマソングが流れているハイライトやエンディングではインストゥルメンタル音楽が流れる。
- 2007年まで中継していた横浜の主催試合では、最初に横浜の球団スローガン「BE A HERO」（2006年まで）「MOVE ON〜なせば成る〜」（2007年）のクレジットとコールのあと、テーマソングなしで開始していた。また、エンディングでは球団曲の「熱き星たちよ」を使用していた。
- 侍ジャパンが参加する国際大会（世界野球プレミア12[85]、U-18ベースボールワールドカップなど、WBC以外の大会）と強化試合、壮行試合（いずれもWBC関連試合は除く）中継のテーマ曲には「侍ジャパン公式アンセム～結束～」（作曲・編曲：高梨康治）が使用されている。

### その他の特記事項
- 中日・広島対巨人戦は地上波及びBS（BS日テレ〈広島戦のみ〉・BS朝日〈広島戦のみ〉・BS-TBS・BSフジ）CS（TBSチャンネル1・フジテレビONE・フジテレビTWO、日テレジータス〈広島戦のみ〉・テレ朝チャンネル2〈広島戦のみ〉）で放送しない試合は、J SPORTSで放送する。中日戦はテレビ愛知・テレビ東京が製作し、地上波・BSで放送する試合が含まれる。広島戦は2012年のチャンネル再編でテレ朝チャンネル2に移行するまでは広島ホームテレビ・テレビ朝日が制作したものも含まれていた。
  - テレビ東京系の日経CNBCとAT-Xはそれぞれチャンネルの特性上野球放送は実施していない。
  - テレビ朝日系では2011年までスカイA（朝日放送テレビ運営）のみが阪神、楽天の主管試合に限り巨人戦を放送していたが、阪神戦を優先する関係で、阪神・楽天戦以外の放送は日本シリーズ（当日録画[86]）の時を除きしなかった。
  - テレビ朝日直営、または関連会社運営のテレ朝チャンネルと朝日ニュースター（2013年4月1日より「テレ朝チャンネル」にブランド統合し、前者が「テレ朝チャンネル1」、後者は「テレ朝チャンネル2」に変更）についてはチャンネル特性上2011年までは放送しなかったが、2012年から広島対巨人戦で広島ホームテレビ、またはBS朝日での生中継が実施される一部試合を後者で放送した。
  - テレ朝チャンネルでの放送開始後は、「広島対巨人戦」がJ SPORTSで放送されるのは、在京キー系列のBS・CSや在広局で地上波放送が行われず、スカチャンやBSスカパー!向けの独占生放送である時に、その試合終了後のディレイ放送（ニアライブ含む）の年数試合に限られている。
- 6回の終了後（相手チームのラッキー7時）"中日ホームゲームでは7回表終了後のインターバル時"を中心に、その日放送中の対戦チームの次回の中継日程のお知らせが行われる。前述のように広島戦の地上波と同時放送の場合は、アナウンサーの読みあげがなく字幕のみ。その後の7回裏の楽天、オリックス（過去の西武とソフトバンクも）のホームゲームでは、制作に球団が関っている事から応援歌を球場音声、テロップ付きで流す。
- 中日ホームゲームでは7回裏終了後に行われるドアラのバック転を放送する。マスコット交流でドアラがビジター遠征する場合も流される場合がある。
- 中継内では視聴者からのお便りをメールとファクスで募集しており、随時紹介する（CBCテレビや東海テレビ制作の中日主催試合や、自社以外の民放が制作している広島主催試合では募集しない。また、前述の『アクティブ!ベースボール』での放送内でも行っていない）。
- 試合の再放送が行われる場合、延長などにより本来の放送枠内で放送できない試合時間の長さの場合、オープニングなど一部を編集するほか、表イニングが終了してもCMに入らずそのまま裏イニングを放送するなどの対応が行われている。
- 西武戦については、2007年まで西武ドームで行われる2軍の試合もJ sports Plusで年に数試合中継していた。
- 2009年より当番組の西武戦制作チームが、BSイレブン「プロ野球まるごと中継 熱闘!BS11ナイター」の制作も行っており、実況・リポーター陣が同じ顔触れとなっており、BSイレブン放送日にはJ SPORTS用・BSイレブン用と2系統の制作を行っている。BSイレブン放送日は、J SPORTS STADIUMではリポーターを設けず放送する。2010年からはBSイレブンから、ワールド・ハイビジョン・チャンネルの「TwellV プロ野球中継」に移行した。
- J sports4はケーブルテレビなどでオプション契約の別料金となったり、ケーブルテレビ局によってはJ sports4自体が配信されていないケースがあることから、J sports4を視聴できない視聴者向けに他の3チャンネルのうちのいずれかで当日深夜に再放送を行うことがある（特に他球団の主催試合が4で生放送された場合は、優先的に本来のチャンネルで再放送を行う）が、2012年以後J SPORTS4での生中継の回数も大幅に減ったため、スカパー!、スカパー!e2の「プロ野球パック」の構成からJ SPORTS4が外れたが、J SPORTS4での中継も視聴できる。
- 2011年までの西武主管試合ではJ sports4で生中継できない試合（主にJリーグやSUPER GTの生中継と重なる場合）は、J SPORTSの他のチャンネルで生中継されるが、スカパー!e2、スカパー!HD、および一部のケーブルテレビ局ではハイビジョンで放送するため、J sports4で再放送を行っていた。しかし2009年頃からJ sportsのコンテンツが豊富になってきたことや、ケーブルテレビやスカパー!HDで4以外のチャンネルもハイビジョン化されてきたため、J sports4での再放送回数は激減した。西武戦をJ sports4で生中継できない場合は、主にJ sports3に振り替えて行い、ソフトバンク戦と重なった場合は、西武戦を優先させソフトバンク戦をJ sports1にて行うことがあった。
- 2011年は「西武ライオンズキャンプ情報」と題し、2月19日・2月20日に行われた南郷スタジアムでの紅白戦の実況を中心にしたキャンプレポートを放送した。
- 2007年まで中継を行っていた横浜スタジアムでの横浜戦では、2006年まで週末の放送に限り副音声で球場内向けのミニFM「FMハマスタ」のサイマル放送を行っていた。栗原治久やケチャップらがDJを担当し、吉岡さちこや横浜OB解説者（斉藤明夫、盛田幸妃ほか）が出演していた。
- 試合が雨天中止となった場合は、過去の試合での名場面を取り上げる『J SPORTS STADIUMクラシック』（ノーカット版）や『プロ野球ニュース』などが放送されている。
- 前述の6チームのうち、いずれかがリーグ優勝や日本一となった場合には、特別番組として祝賀会（ビールやシャンパンシャワー）の様子を生中継で放送する。
- ペナントレース終了後の11月から翌年1月ごろには、「（西暦年度）ベストゲーム」と題した番組が放送されている。(ただし、例外として2013年11月から2014年1月までは詳細は不明だが結局、放送されなかった。)公式戦の試合から、特に視聴者の再放映の要望が多かった試合をピックアップし、ノーカットで再放送する。GAORAやスカイAでも、同様の企画が行われている。これに関連して、2009年オフにはこのシーズン限りで現役引退した立浪和義氏の各種記録を達成した過去のゲームから厳選して、(立浪和義ベストゲーム)と銘打って当時の映像素材をそのまま使用した特別番組が放送された。
- 広島・中日・オリックス・楽天主管試合が同じ日にすべて重複し、かつ巨人戦が含まれていない場合、楽天主管試合をJ SPORTS4で放送する。この場合、J SPORTS4が無料放送となる措置が執られる。

## 関連番組
- 野球好きニュース（3にて2009年9月1日より23:00〜24:00放送（25:00〜26:00にリピート放送あり、1でも翌朝リピート放送）
- 直前!野球好き - 2011年度より放送開始。ナイターの場合のみ放送開始10分前に放送。J SPORTSの主調整室からその日の野球好きニュースの出演者が今日の試合の見所と野球好きニュースの内容を告知する。なお、10分番組となっているが、実際の放送時間は最初の5分間で、残り5分はCMを放送して、試合中継を開始する。